# Liste von Sakralbauten im Landkreis Landshut
Die Liste von Sakralbauten im Landkreis Landshut listet Kirchen, Kapellen und sonstige Sakralbauten im niederbayrischen Landkreis Landshut auf.
Für die Sakralbauten innerhalb der Stadtgrenzen der niederbayerischen Bezirkshauptstadt siehe Liste von Sakralbauten in Landshut.

## Liste
| Bild | Inneres | Name                                                        | Kon- fession | Gemeinde                  | Ortsteil           | Bauzeit                                                  | Anmerkungen / Baustil |
| ---- | ------- | ----------------------------------------------------------- | ------------ | ------------------------- | ------------------ | -------------------------------------------------------- | --- |
|      |         | St. Thomas (Standort)                                       | röm.-kath.   | Adlkofen                  | Adlkofen           | 1724                                                     | Baudenkmal Pfarrkirche Barocke Basilika mit eingezogenem Chor, Gliederung durch Putzbänder, Westturm mit Achteckaufsatz und Spitzhelm, Turmunterbau spätromanisch Qualitätvolle Ausstattung im Barock- und Rokoko-Stil |
|      |         | St. Michael (Standort)                                      | röm.-kath.   | Adlkofen                  | Beutelhausen       | 1. Hälfte 18. Jh.                                        | Baudenkmal Barocke Saalkirche, Gliederung durch Lisenen und Putzbänder, einspringender Nordturm mit Zwiebelhaube |
|      |         | Wegkapelle (Standort)                                       | röm.-kath.   | Adlkofen                  | Birnkofen          | 2. Hälfte 19. Jh.                                        | Baudenkmal Kleiner Sichtziegelbau mit Satteldach |
|      |         | St. Bartholomäus (Standort)                                 | röm.-kath.   | Adlkofen                  | Dechantsreit       | 2. Hälfte 13. Jh.                                        | Baudenkmal Spätromanischer Sichtziegelbau mit Satteldach, Saalkirche mit eingezogenem Chor, Dachreiter |
|      |         | Pauli Bekehrung (Standort)                                  | röm.-kath.   | Adlkofen                  | Deutenkofen        | 1444, um 1730                                            | Baudenkmal Spätgotische Saalkirche, barock ausgebaut, Gliederung durch Lisenen, am Chor Dachfries, barocker Chorflankenturm mit Zwiebelhaube |
|      |         | St. Jakob (Standort)                                        | röm.-kath.   | Adlkofen                  | Günzkofen          | 15. Jh.                                                  | Baudenkmal Spätgotische Saalkirche, barock ausgebaut, Gliederung durch Lisenen und Putzbänder, südlicher Chorflankenturm mit Eckstreben, Achteckaufsatz und Spitzhelm |
|      |         | St. Andreas (Standort)                                      | röm.-kath.   | Adlkofen                  | Harskirchen        | Mitte 18. Jh.                                            | Baudenkmal Barocke Saalkirche, Gliederung durch Lisenen und Putzbänder, Westturm mit kurzer spitzer Haube |
|      |         | Mariä Himmelfahrt (Standort)                                | röm.-kath.   | Adlkofen                  | Jenkofen           | 1. Hälfte 15. Jh.                                        | Baudenkmal Spätgotische Pseudobasilika, Gliederung am Chor durch Dreieckslisenen und Dachfries, am Langhaus durch abgesetzte Strebepfeiler, nördlicher Chorflankenturm mit Geschossgliederung, Spitzbogenblenden und Zwiebelhaube, profilierte Spitzbogenportale an Süd-, Nord- und Westseite Original erhaltene spätgotische Maßwerkfenster mit Malerei im Chor, Flügelaltar aus der Zeit um 1480, Wandmalereien im Renaissance-Stil aus der Zeit um 1600                               |
|      |         | St. Stephan (Standort)                                      | röm.-kath.   | Adlkofen                  | Läuterkofen        | 14. Jh., 1722                                            | Baudenkmal Gotische Saalkirche, barock ausgebaut, Westturm mit Spitzhelm |
|      |         | St. Michael (Standort)                                      | röm.-kath.   | Adlkofen                  | Reichlkofen        | 1876                                                     | Baudenkmal Pfarrkirche Neugotische Saalkirche, Sichtziegelbau, Westturm mit Spitzhelm, Turmunterbau spätgotisch |
|      |         | St. Ägidius (Standort)                                      | röm.-kath.   | Adlkofen                  | Ried               | 1. Hälfte 14. Jh.                                        | Baudenkmal Frühgotische Saalkirche mit Kastenchor und Steilsatteldach, Gliederung durch Spitzbogenfries, Dachreiter mit kurzer spitzer Haube |
|      |         | Hofkapelle (Standort)                                       | röm.-kath.   | Aham                      | Abensbach          | 18. Jh.                                                  | Kleiner barocker Satteldachbau |
|      |         | St. Ägidius (Standort)                                      | röm.-kath.   | Aham                      | Aham               | 15. Jh., 1885                                            | Baudenkmal Spätgotische Saalkirche, neugotisch ausgebaut und erweitert, Gliederung durch umlaufenden Fries, am Chor Strebepfeiler, nördlicher Chorflankenturm mit barockem Achteckaufsatz und neugotischem Spitzhelm |
|      |         | Dorfkapelle (Standort)                                      | röm.-kath.   | Aham                      | Berghofen          | 19. Jh.                                                  | Baudenkmal Neugotischer Sichtziegelbau mit Lisenengliederung, Dachreiter |
|      |         | Hl. Dreifaltigkeit (Standort)                               | röm.-kath.   | Aham                      | Dreifaltigkeit     | 1710, 1775                                               | Baudenkmal Wallfahrtskirche Barocke Saalkirche, Gliederung durch Pilaster, Putzdekor und Schweifgiebel, Ostturm mit Zwiebelkuppel |
|      |         | Lourdeskapelle (Standort)                                   | röm.-kath.   | Aham                      | Erling             | Ende 19. Jh.                                             | Baudenkmal Holzverschalter Ständerbau mit Satteldach |
|      |         | Herz-Jesu-Kapelle (Standort)                                | röm.-kath.   | Aham                      | Heiglberg          | 1933                                                     | Kleiner Satteldachbau mit Dachreiter |
|      |         | Wegkapelle (Standort)                                       | röm.-kath.   | Aham                      | Höslpoint          | 1. Hälfte 19. Jh.                                        | |
|      |         | Wegkapelle (Standort)                                       | röm.-kath.   | Aham                      | Kitzing            | 1. Hälfte 19. Jh.                                        | Baudenkmal Kleiner Bau mit Steilsatteldach und Durchgang |
|      |         | St. Maria und St. Dionysius (Standort)                      | röm.-kath.   | Aham                      | Loizenkirchen      | 2. Hälfte 15. Jh., 1874                                  | Baudenkmal Pfarrkirche Spätgotische Saalkirche mit neugotischem Seitenschiff, Westturm mit Geschossgliederung, Blendbögen, barocker Turmaufsatz mit Zwiebelkuppel und Laterne |
|      |         | St. Emmeram (Standort)                                      | röm.-kath.   | Aham                      | Neuhausen          | 13. Jh., Ende 15. Jh.                                    | Baudenkmal Spätromanische Saalkirche, spätgotisch ausgebaut, Gliederung durch Ecklisenen und romanischen Rundbogenfries auf Konsolsteinen, Dachreiter mit Spitzhelm |
|      |         | Dorfkapelle (Standort)                                      | röm.-kath.   | Aham                      | Nöham              | 19./20. Jh.                                              | Baudenkmal Kleiner Sichtziegelbau mit Satteldach |
|      |         | Hofkapelle (Standort)                                       | röm.-kath.   | Aham                      | Staudach           | 2. Hälfte 19. Jh.                                        | Baudenkmal Kleiner neugotischer Bau mit Schweifgiebel |
|      |         | Fischerkapelle (Standort)                                   | röm.-kath.   | Aham                      | Wassing            | 1829                                                     | Kleiner Satteldachbau |
|      |         | St. Vitus (Standort)                                        | röm.-kath.   | Aham                      | Wendeldorf         | 15./16. Jh.                                              | Baudenkmal Spätgotischer verputzter Ziegelbau mit Chorflankenturm |
|      |         | Dorfkapelle (Standort)                                      | röm.-kath.   | Aham                      | Winzersdorf        | Anfang 19. Jh.                                           | |
|      |         | Haus der Begegnung (Standort)                               | ev.-luth.    | Altdorf                   | Altdorf            |                                                          | |
|      |         | Mariä Heimsuchung (Standort)                                | röm.-kath.   | Altdorf                   | Altdorf            | 15. Jh.                                                  | Baudenkmal Pfarrkirche Spätgotische Staffelhalle, barock ausgebaut, stattlicher Sichtziegelbau mit verputztem Westturm, Gliederung durch umlaufendes Friesband und Strebepfeiler am Chor |
|      |         | Alt-St. Nikola (Standort)                                   | röm.-kath.   | Altdorf                   | Altdorf            | Ende 15. Jh.                                             | Baudenkmal Spätgotischer verputzter Backsteinbau, Saalkirche mit Westturm, Gliederung durch Dachfries Strebepfeiler am Chor |
|      |         | Neu-St. Nikola (Standort)                                   | röm.-kath.   | Altdorf                   | Altdorf            | 1984                                                     | Moderner Zeltbau mit Dachkonstruktion aus Leimbindern |
|      |         | St. Georg (Standort)                                        | röm.-kath.   | Altdorf                   | Eugenbach          | 10. Jh., 13./14. Jh., 1516/17                            | Baudenkmal Pfarrkirche Romanische Saalkirche mit spätgotischem Chor, spätgotischer Chorflankenturm mit Spitzbogenblenden und Zinnengiebel Qualitätvolle Ausstattung im Barock- und Rokoko-Stil |
|      |         | Kapelle Anna selbdritt (Standort)                           | röm.-kath.   | Altdorf                   | Eugenbach          | 1997                                                     | Moderner Zentralbau |
|      |         | Wegkapelle (Standort)                                       | röm.-kath.   | Altdorf                   | Gstaudach          | 1991                                                     | Kleiner giebelständiger Bau mit Dachreiter über dem rundbogigen Eingang |
|      |         | Lourdeskapelle (Standort)                                   | röm.-kath.   | Altdorf                   | Ostergaden         | 1. Drittel 19. Jh.                                       | Baudenkmal Kleiner Satteldachbau mit schindelverkleidetem Dachreiter |
|      |         | St. Othmar (Standort)                                       | röm.-kath.   | Altdorf                   | Pfettrach          | Um 1500                                                  | Baudenkmal Spätgotische Saalkirche mit Chorflankenturm, barock ausgebaut, Strebepfeiler am Langhaus, Dreieckslisenen und Dachfries am Chor |
|      |         | St. Nikolaus (Standort)                                     | röm.-kath.   | Altfraunhofen             | Altfraunhofen      | 1792                                                     | Baudenkmal Pfarrkirche Saalkirche im Stil des späten Rokoko bzw. frühen Klassizismus, nicht eingezogener, halbrund geschlossener Chor, Gliederung durch Doppellisenen, hoher Rundbogenfenster und Okuli in der Attikazone, Turm mit stark eingeschnürter Zwiebelkuppel und Laterne Qualitätvolle Ausstattung im Stil des späten Rokoko bzw. frühen Klassizismus |
|      |         | Hofkapelle (Standort)                                       | röm.-kath.   | Altfraunhofen             | Altfraunhofen      | vor 1836                                                 | Baudenkmal Kleiner Satteldachbau mit östlich vorgesetztem Dachreiter, an Nachbargebäude angegliedert |
|      |         | Hofkapelle (Standort)                                       | röm.-kath.   | Altfraunhofen             | Hanigey            | 1902                                                     | Baudenkmal Kleiner, neugotischer Sichtziegelbau mit Satteldach |
|      |         | St. Jakob (Standort)                                        | röm.-kath.   | Altfraunhofen             | Oberheldenberg     | um 1280                                                  | Baudenkmal Kleiner spätromanischer Bau mit eingezogenem Kastenchor, Dachreiter über dem Chor später aufgesetzt |
|      |         | Hofkapelle (Standort)                                       | röm.-kath.   | Altfraunhofen             | Weihern            |                                                          | |
|      |         | St. Stephan (Standort)                                      | röm.-kath.   | Altfraunhofen             | Wörnstorf          | 2. Hälfte 15. Jh., 1923                                  | Baudenkmal Spätgotische Saalkirche mit Chorflankenturm, fünfgeschossiger Sattelturm mit Treppengiebel und Spitzbogenblenden, Langhaus später erweitert |
|      |         | St. Andreas (Standort)                                      | röm.-kath.   | Baierbach                 | Baierbach          | 2. Hälfte 15. Jh., 1889                                  | Baudenkmal Pfarrkirche Spätgotische Staffelhalle mit Chorflankenturm, Gliederung durch Strebepfeiler, am Chor Dachfries, später Erweiterung des Langhauses nach Westen und Anbau des nördlichen Seitenschiffs |
|      |         | Zu Unserer Lieben Frau (Standort)                           | röm.-kath.   | Baierbach                 | Baierbach          | 2. Hälfte 15. Jh., 1588                                  | Baudenkmal Spätgotische Saalkirche, Sichtziegelbau mit achtseitigem Dachreiter über dem Westgiebel, südliche Vorhalle später angebaut |
|      |         | Feldkapelle (Standort)                                      | röm.-kath.   | Baierbach                 | Krottenthal        | 19. Jh.                                                  | Baudenkmal Kleiner Satteldachbau |
|      |         | Maria-Hilf-Kapelle (Standort)                               | röm.-kath.   | Baierbach                 | Peterau            | 17./18. Jh., im Kern wohl älter                          | Baudenkmal Kleiner Satteldachbau mit Sockel und Putzgliederung |
|      |         | St. Vitus (Standort)                                        | röm.-kath.   | Baierbach                 | Steinbach          | Ende 15. Jh.                                             | Baudenkmal Spätgotischer Saalkirche mit eingezogenem, barock verändertem Chor, östlich Dachreiter mit neugotischem Spitzhelm, am Langhaus Spitzbogenportal und abgesetzter Dachfries |
|      |         | St. Theobald (Standort)                                     | röm.-kath.   | Baierbach                 | Theobald           | 1862                                                     | Baudenkmal Neugotische Saalkirche, Dachreiter mit Spitzhelm |
|      |         | Mariä Himmelfahrt (Standort)                                | röm.-kath.   | Bayerbach bei Ergoldsbach | Bayerbach          | 1867                                                     | Baudenkmal Pfarrkirche Neugotische Saalkirche, Sichtziegelbau, nördlicher Chorflankenturm mit Spitzhelm, Gliederung durch Strebepfeiler und Lisenen, am Chor Dachfries |
|      |         | Hofkapelle (Standort)                                       | röm.-kath.   | Bayerbach bei Ergoldsbach | Feuchten           | Mitte 19. Jh.                                            | Baudenkmal Kleiner Satteldachbau |
|      |         | Feldkapelle St. Kümmernis (Standort)                        | röm.-kath.   | Bayerbach bei Ergoldsbach | Gerabach           | 18. Jh.                                                  | Baudenkmal Kleiner Satteldachbau mit seitlichem Blendbogen |
|      |         | St. Wolfgang (Standort)                                     | röm.-kath.   | Bayerbach bei Ergoldsbach | Gerabach           | 2. Hälfte 15. Jh., 1635                                  | Baudenkmal Spätgotische Saalkirche mit im Kern romanischem Langhaus, im 17. Jh. nach Zerstörung wiederaufgebaut und barock ausgebaut, an der Nordwestecke Turm mit barocker Zwiebelkuppel, Gliederung durch Putzbänder, am Chor Dreieckstreben |
|      |         | Hofkapelle St. Maria (Standort)                             | röm.-kath.   | Bayerbach bei Ergoldsbach | Gillisau           |                                                          | |
|      |         | St. Nikolaus (Standort)                                     | röm.-kath.   | Bayerbach bei Ergoldsbach | Greilsberg         | 15. Jh., 17. Jh., 19. Jh.                                | Baudenkmal Im Kern spätgotische Saalkirche mit barockem Kapellenanbau auf der Südseite, Gliederung durch Ecklisenen und Putzbänder, am Chor Dreieckstreben, südlicher Chorflankenturm mit Geschossgliederung, Blendbögen und Spitzhelm |
|      |         | St. Antonius von Padua (Standort)                           | röm.-kath.   | Bayerbach bei Ergoldsbach | Hölskofen          | 1712                                                     | Baudenkmal Kleiner barocker, länglich-oktogonaler Zentralbau mit westlicher Vorhalle, Gliederung durch Lisenen und Putzbänder, verschindelter Dachreiter mit Zwiebelkuppel |
|      |         | Feldkapelle (Standort)                                      | röm.-kath.   | Bayerbach bei Ergoldsbach | Mausham            | 17./18. Jh.                                              | Baudenkmal Kleiner Satteldachbau |
|      |         | Hofkapelle Mariä Empfängnis (Standort)                      | röm.-kath.   | Bayerbach bei Ergoldsbach | Penk               | 1875                                                     | Baudenkmal Kleiner neugotischer Satteldachbau mit Dachreiter, Gliederung durch Lisenen und Putzbänder |
|      |         | St. Martin und Nikolaus (Standort)                          | röm.-kath.   | Bayerbach bei Ergoldsbach | Pram               | 1758, im Kern älter                                      | Baudenkmal Saalkirche mit im Kern romanischer Apsis, über der Apsis kleiner Turm mit Achteckaufsatz und Zwiebelkuppel |
|      |         | St. Ulrich (Standort)                                       | röm.-kath.   | Bodenkirchen              | Aich               | Mitte 15. Jh., 1740                                      | Baudenkmal Pfarrkirche Spätgotische Saalkirche mit nördlichem Seitenschiff und Westturm mit barocker Zwiebelhaube, Gliederung durch dreiteilige Strebepfeiler und Dachfries, Turm mit Geschossgliederung und Blendbögen |
|      |         | Feldkapelle (Standort)                                      | röm.-kath.   | Bodenkirchen              | Bach               | 19. Jh.                                                  | Baudenkmal Kleiner Satteldachbau |
|      |         | St. Johann Baptist (Standort)                               | röm.-kath.   | Bodenkirchen              | Binabiburg         | 13./14. Jh., 15. Jh., 1698                               | Baudenkmal Pfarrkirche Saalkirche mit eingezogenem, gotischem Chor und Westturm, Erweiterung im 15. Jh., barockes Langhaus mit Pilastergliederung, Turm mit Geschossgliederung, Blendbögen und Spitzhelm |
|      |         | St. Salvator (Standort)                                     | röm.-kath.   | Bodenkirchen              | Binabiburg         | 1. Hälfte 18. Jh.                                        | Baudenkmal Wallfahrtskirche Barocke Wandpfeilerkirche, Gliederung durch breite Lisenen, vorgesetzter Westturm mit Geschossgliederung, Achteckaufsatz und Zwiebelkuppel mit Laterne |
|      |         | St. Johannes der Täufer (Standort)                          | röm.-kath.   | Bodenkirchen              | Bodenkirchen       | um 1500, 1966                                            | Baudenkmal Pfarrkirche Spätgotische Saalkirche mit eingezogenem Chor und Westturm, Gliederung durch Strebepfeiler und Dachfries, moderne Erweiterung des Kirchenraums mit hohem Satteldach und verglasten Zwerchhäusern |
|      |         | St. Johannes der Täufer (Standort)                          | röm.-kath.   | Bodenkirchen              | Bonbruck           | 2. Hälfte 15. Jh., 1892                                  | Baudenkmal Pfarrkirche Staffelhalle mit spätgotischem Chor und neugotischem Langhaus, Gliederung durch Strebepfeiler und Dachfries, Westturm mit Spitzhelm |
|      |         | Hofkapelle St. Maria (Standort)                             | röm.-kath.   | Bodenkirchen              | Buch               | Mitte 19. Jh.                                            | Baudenkmal Kleiner Satteldachbau mit Dachreiter, Gliederung durch Putzbänder und neuromanische Zierelemente |
|      |         | Hofkapelle Herz Jesu (Standort)                             | röm.-kath.   | Bodenkirchen              | Gelting            | 19. Jh.                                                  | Baudenkmal Kleiner Satteldachbau mit neugotischen Zierelementen |
|      |         | St. Johann Baptist (Standort)                               | röm.-kath.   | Bodenkirchen              | Haunzenbergersöll  | 2. Hälfte 15. Jh., 1791, 1824                            | Baudenkmal Pfarrkirche Spätgotische Saalkirche mit eingezogenem Chor, Gliederung durch Putzbänder, am Chor Dachfries, südlicher Chorflankenturm mit Achteckaufsatz und Zwiebelkuppel |
|      |         | Feldkapelle (Standort)                                      | röm.-kath.   | Bodenkirchen              | Jesenkofen         | 1853                                                     | Baudenkmal Neugotischer Sichtziegelbau mit Dachreiter |
|      |         | Feldkapelle (Standort)                                      | röm.-kath.   | Bodenkirchen              | Litzelkirchen      | 19. Jh.                                                  | Baudenkmal Nach Süden ausgerichteter neugotischer Sichtziegelbau mit Dachreiter, Gliederung durch Lisenen sowie Sockel- und Frieszone |
|      |         | St. Margaretha (Standort)                                   | röm.-kath.   | Bodenkirchen              | Margarethen        | Ende 15. Jh.                                             | Baudenkmal Spätgotische Wandpfeilerkirche mit eingezogenem Chor, Gliederung durch Strebepfeiler Dachfries, nördlicher Chorflankenturm mit Geschossgliederung und Spitzhelm über Walmgiebeln |
|      |         | St. Ägidius (Standort)                                      | röm.-kath.   | Bodenkirchen              | Michlbach          | 1466                                                     | Baudenkmal Spätgotische Saalkirche, Sichtziegelbau mit spitzbogigem Portal, Gliederung durch Dreieckslisenen, Strebepfeiler mit Steilgiebel und Dachfries, westlich vorgesetzter Sattelturm mit Geschossgliederung und Treppengiebel |
|      |         | Hofkapelle (Standort)                                       | röm.-kath.   | Bodenkirchen              | Neuhof             |                                                          | |
|      |         | St. Simon und St. Judas (Standort)                          | röm.-kath.   | Bodenkirchen              | Rothenwörth        | 15. Jh.                                                  | Baudenkmal Spätgotische Saalkirche mit Dachreiter, Gliederung durch Sockel und Dreieckstreben |
|      |         | Feldkapelle (Standort)                                      | röm.-kath.   | Bodenkirchen              | Sippenbach         |                                                          | |
|      |         | St. Ulrich (Standort)                                       | röm.-kath.   | Bodenkirchen              | Treidlkofen        | 15. Jh., Mitte 18. Jh., 1908                             | Baudenkmal Pfarrkirche Spätgotische Saalkirche, später barock ausgebaut, 1908 Erweiterung des Chors, vorgesetzter Westturm mit Achteckaufsatz und Zwiebelhaube |
|      |         | Hofkapelle (Standort)                                       | röm.-kath.   | Bodenkirchen              | Willaberg          |                                                          | |
|      |         | St. Stephan (Standort)                                      | röm.-kath.   | Bruckberg                 | Attenhausen        | 2. Hälfte 15. Jh., um 1900, 1931                         | Baudenkmal Pfarrkirche Im Kern spätgotische Saalkirche, Langhaus später, Gliederung durch Dreieckslisenen und Dachfries am Chor, südlicher Chorflankenturm mit Spitzbogenblenden und Spitzhelm |
|      |         | St. Gallus (Standort)                                       | röm.-kath.   | Bruckberg                 | Beutelhausen       | 1490, 18. Jh., 19. Jh., 1908                             | Baudenkmal Spätgotische Saalkirche mit eingezogenem Chor, Gliederung durch Dreieckslisenen und Dachfries am Chor, neugotischer Westturm mit Geschossgliederung und Spitzhelm |
|      |         | Hofkapelle (Standort)                                       | röm.-kath.   | Bruckberg                 | Bruckberg          |                                                          | |
|      |         | St. Jakobus der Ältere (Standort)                           | röm.-kath.   | Bruckberg                 | Bruckberg          | 13./14. Jh., 17./18. Jh., 1910                           | Baudenkmal Pfarrkirche Im Kern frühgotischer Chorturm mit Helm und Laterne, im Kern barockes Langhaus, neubarocke Erweiterung um die Querarme, Gliederung durch Putzbänder und Lisenen |
|      |         | St. Paul (Standort)                                         | röm.-kath.   | Bruckberg                 | Bruckberg          | 15. Jh., im Kern älter, 19. Jh.                          | Baudenkmal Saalkirche mit romanischem Langhaus und spätgotischem Chor, Gliederung durch umlaufenden Dachfries, südlicher Chorflankenturm mit Spitzbogenblenden und neugotischem Spitzhelm |
|      |         | Friedenskapelle (Standort)                                  | röm.-kath.   | Bruckberg                 | Bruckbergerau      |                                                          | Kleiner Satteldachbau mit Dachreiter |
|      |         | Wegkapelle (Standort)                                       | röm.-kath.   | Bruckberg                 | Bruckbergerau      | 18. Jh.                                                  | Baudenkmal Kleiner Satteldachbau mit Putzgliederung und barocken Zierelementen |
|      |         | Dorfkapelle (Standort)                                      | röm.-kath.   | Bruckberg                 | Edlkofen           |                                                          | Baudenkmal Kleiner barocker Satteldachbau mit Dachreiter, Gliederung durch Eckpilaster und Putzbänder |
|      |         | St. Johann Baptist (Standort)                               | röm.-kath.   | Bruckberg                 | Eggersdorf         |                                                          | Baudenkmal Im Kern romanische Saalkirche mit Chorturm, spätgotischer und barocker Ausbau, Turm mit barocker Zwiebelhaube |
|      |         | Wegkapelle (Standort)                                       | röm.-kath.   | Bruckberg                 | Eggersdorf         | 19. Jh.                                                  | Baudenkmal Neugotischer Bau mit Steilsatteldach, Gliederung durch Lisenen |
|      |         | St. Laurentius (Standort)                                   | röm.-kath.   | Bruckberg                 | Engelsdorf         | um 1490                                                  | Baudenkmal Spätgotische Saalkirche mit westlichem Sattelturm, Gliederung durch Dreieckslisenen und Dachfries |
|      |         | St. Peter (Standort)                                        | röm.-kath.   | Bruckberg                 | Gündlkofen         | 1756                                                     | Baudenkmal Pfarrkirche Saalkirche im Rokoko-Stil mit eingezogenem Chor, Gliederung durch Lisenen und Rundbogenblenden, vorgesetzter Westturm mit rustizierten Putzbändern, Achteckaufsatz und Zwiebelkuppel Qualitätvolle Ausstattung im Stil des späten Rokoko bzw. frühen Klassizismus |
|      |         | Hofkapelle (Standort)                                       | röm.-kath.   | Bruckberg                 | Oberlenghart       |                                                          | |
|      |         | Mariä Himmelfahrt (Standort)                                | röm.-kath.   | Bruckberg                 | Pörndorf           | Ende 15. Jh., 1663                                       | Baudenkmal Spätgotische Saalkirche, Sichtziegelbau, barock ausgebaut, Gliederung durch Dreieckslisenen und Dachfries, nördlicher Chorflankenturm mit Achteckaufsatz und Spitzhelm |
|      |         | St. Laurentius und St. Ulrich (Standort)                    | röm.-kath.   | Bruckberg                 | Reichersdorf       | 1730, im Kern älter                                      | Baudenkmal Im Kern gotische Saalkirche mit eingezogenem Kastenchor und Chorflankenturm, barock ausgebaut, Gliederung durch Lisenen und Bandfries |
|      |         | St. Michael (Standort)                                      | röm.-kath.   | Bruckberg                 | Tondorf            | um 1300, Mitte 15. Jh.                                   | Baudenkmal Pfarrkirche Langhaus und Turmunterbau frühgotisch, Chor spätgotisch, Saalkirche mit Westturm, Gliederung durch Dreieckstreben und Dachfries am Chor |
|      |         | Dorfkapelle St. Erhard und St. Wendelin (Standort)          | röm.-kath.   | Bruckberg                 | Unterlenghart      | 1822, im Kern älter                                      | Baudenkmal Kleiner verputzter Ziegelbau mit Satteldach und Dachreiter |
|      |         | St. Peter (Standort)                                        | röm.-kath.   | Buch am Erlbach           | Buch am Erlbach    | 15. Jh., im Kern älter, 1867, 1970                       | Baudenkmal Pfarrkirche Chor und Turmunterbau spätgotisch, im Kern älter, Langhaus modern, Saalkirche, am Chor Gliederung durch Strebepfeiler, südlicher Chorflankenturm mit neugotischem Spitzhelm |
|      |         | St. Margaretha (Standort)                                   | röm.-kath.   | Buch am Erlbach           | Freidling          | Mitte 18. Jh.                                            | Baudenkmal Saalkirche im Rokoko-Stil mit Putz- und Lisenengliederung, Westturm mit Geschossgliederung, Blendnischen und Spitzhelm |
|      |         | St. Michael (Standort)                                      | röm.-kath.   | Buch am Erlbach           | Holzen             | 1753                                                     | Baudenkmal Saalkirche im Rokoko-Stil, Gliederung durch Lisenen und Friesbänder, am Chor Attikazone mit Okuli, Westturm mit Geschossgliederung, Blendnischen und Zwiebelhaube |
|      |         | St. Nikolaus (Standort)                                     | röm.-kath.   | Buch am Erlbach           | Obererlbach        | 13. Jh.                                                  | Baudenkmal Spätromanische turmlose Saalkirche |
|      |         | Hofkapelle (Standort)                                       | röm.-kath.   | Buch am Erlbach           | Stünzbach          |                                                          | Kleiner Satteldachbau mit Dachreiter |
|      |         | St. Michael (Standort)                                      | röm.-kath.   | Buch am Erlbach           | Thann              | 15. Jh., 1708, 1908                                      | Baudenkmal Spätgotische Saalkirche mit leicht einspringendem Westturm, später barock ausgebaut, neugotischer Turmhelm |
|      |         | Hofkapelle (Standort)                                       | röm.-kath.   | Buch am Erlbach           | Tristl am Damm     | 19. Jh.                                                  | Baudenkmal Neugotischer Satteldachbau |
|      |         | St. Gregor (Standort)                                       | röm.-kath.   | Buch am Erlbach           | Vatersdorf         | um 1500, 1730                                            | Baudenkmal Chor spätgotisch, Langhaus und Turm barock, Saalkirche mit Lisenen- und Putzgliederung, Westturm mit Spitzhelm |
|      |         | Wegkapelle (Standort)                                       | röm.-kath.   | Buch am Erlbach           | Vatersdorf         | 2. Hälfte 19. Jh.                                        | Baudenkmal Kleiner Satteldachbau, Gliederung durch Lisenen, Putzbänder und neubarocke Zierelemente |
|      |         | Lourdeskapelle (Standort)                                   | röm.-kath.   | Buch am Erlbach           | Westendorf         | Ende 19. Jh.                                             | Baudenkmal Kleiner Satteldachbau |
|      |         | St. Peter und Paul (Standort)                               | röm.-kath.   | Eching                    | Berghofen          | 14. Jh.                                                  | Baudenkmal Kleine gotische Saalkirche mit Spitzbogenportal in rechteckiger Mauerverstärkung, südlicher Chorflankenturm mit Steilsatteldach, gotische Wandmalereien aus der Zeit um 1420 |
|      |         | Wegkapelle (Standort)                                       | röm.-kath.   | Eching                    | Berghofen          | 19. Jh.                                                  | Kleiner Satteldachbau |
|      |         | St. Johann Baptist (Standort)                               | röm.-kath.   | Eching                    | Eching             | 1711                                                     | Baudenkmal Pfarrkirche Barocke Saalkirche mit Westturm, Gliederung durch Lisenen und umlaufenden Sockel, einheitliche Barockausstattung |
|      |         | St. Katharina (Standort)                                    | röm.-kath.   | Eching                    | Haunwang           | Mitte 15. Jh., im Kern älter                             | Baudenkmal Spätgotische Saalkirche, barock ausgebaut, am Chor Gliederung durch abgesetzte Strebepfeiler und Dachfries, Westturm mit neugotischem Spitzhelm |
|      |         | Maria-Hilf-Kapelle (Standort)                               | röm.-kath.   | Eching                    | Hüttenfurth        | 18./19. Jh.                                              | Baudenkmal Kleiner Satteldachbau mit einfacher Putzgliederung |
|      |         | St. Stephan (Standort)                                      | röm.-kath.   | Eching                    | Kronwinkl          | 1768, im Kern älter                                      | Baudenkmal Barocke Saalkirche, nördlicher Chorflankenturm mit Unterbau aus dem 15. Jahrhundert, Glockenhaube und bekrönendem Obelisken |
|      |         | Lourdeskapelle (Standort)                                   | röm.-kath.   | Eching                    | Kronwinkl          | 1889                                                     | Baudenkmal Kleiner Sichtziegelbau mit Satteldach |
|      |         | St. Vitus (Standort)                                        | röm.-kath.   | Eching                    | Thal               | 2. Hälfte 15. Jh., 1856, 1889                            | Baudenkmal Spätgotische Saalkirche, südlicher Chorflankenturm mit Spitzhelm |
|      |         | Hofkapelle (Standort)                                       | röm.-kath.   | Eching                    | Windten            |                                                          | Baudenkmal Kleiner Satteldachbau mit Dachreiter |
|      |         | Wegkapelle (Standort)                                       | röm.-kath.   | Ergolding                 | Albing             |                                                          | |
|      |         | Mariä Heimsuchung (Standort)                                | röm.-kath.   | Ergolding                 | Ergolding          | 13. Jh., um 1580, 1630, 1775, 1784                       | Baudenkmal Pfarrkirche Im Kern spätromanische Saalkirche, barock ausgebaut, Gliederung teilweise noch romanisch durch Rund- und Kreuzbogenfries, nördlich angebauter Turm mit Geschossgliederung, Achteckaufsatz und Spitzhelm Qualitätvolle Ausstattung im Barock- und Rokoko-Stil, reiche Stuckierung |
|      |         | Pauluskirche (Standort)                                     | ev.-luth.    | Ergolding                 | Ergolding          | 1990                                                     | |
|      |         | St. Peter (Standort)                                        | röm.-kath.   | Ergolding                 | Ergolding          | 2. Hälfte 15. Jh., im Kern älter                         | Baudenkmal Spätgotische Saalkirche mit nicht ausgeschiedenem Chor, Gliederung durch Strebepfeiler und umlaufenden Dachfries, südlicher Chorflankenturm mit Geschossgliederung, Achteckaufsatz und Spitzhelm |
|      |         | Hofkapelle St. Maria (Standort)                             | röm.-kath.   | Ergolding                 | Hader              | 1860                                                     | Baudenkmal Kleiner neugotischer Satteldachbau mit Dachreiter, Gliederung durch Strebepfeiler und Lisenen |
|      |         | Mariä Himmelfahrt (Standort)                                | röm.-kath.   | Ergolding                 | Oberglaim          | 1697                                                     | Baudenkmal Pfarrkirche Barocke Saalkirche mit eingezogenem Chor, Gliederung durch Lisenen und Putzbänder, Westturm mit Geschossgliederung, Achteckaufsatz und Zwiebelkuppel |
|      |         | Wegkapelle (Standort)                                       | röm.-kath.   | Ergolding                 | Oberglaim          | 2. Hälfte 19. Jh.                                        | Baudenkmal Kleiner Satteldachbau mit Putzgliederung |
|      |         | Hofkapelle (Standort)                                       | röm.-kath.   | Ergolding                 | Oberwaltenkofen    |                                                          | |
|      |         | St. Johannes (Standort)                                     | röm.-kath.   | Ergolding                 | Piflas             | 1996                                                     | Moderne Zeltkirche über oktogonalem Grundriss, Turm über oktogonalem Grundriss |
|      |         | Schlosskapelle St. Johannes Nepomuk (Standort)              | röm.-kath.   | Ergolding                 | Piflas             | um 1725                                                  | Baudenkmal Barocke, nach Norden ausgerichtete Saalkirche, an den Schlossbau angegliedert, Dachreiter mit Zwiebelkuppel |
|      |         | St. Pankratius (Standort)                                   | röm.-kath.   | Ergolding                 | Unterglaim         | um 1494, 1710                                            | Baudenkmal Chor und Turm spätgotisch, Langhaus barock, Saalkirche mit eingezogenem Chor, am Chor Gliederung durch Strebepfeiler und Dachfries, südlicher Chorflankenturm mit Geschossgliederung, Blendbögen und Zwiebelkuppel |
|      |         | St. Quirin (Standort)                                       | röm.-kath.   | Ergoldsbach               | Dürrenhettenbach   | 2. Hälfte 17. Jh.                                        | Baudenkmal Barocke Saalkirche mit eingezogenem Chor, östlich vorgesetzter Turm mit Geschossgliederung, Achteckaufsatz und Spitzhelm, außen einfache Putzgliederung, innen Pilastergliederung und Rahmenstuck, neuromanische Altäre |
|      |         | Lourdeskapelle (Standort)                                   | röm.-kath.   | Ergoldsbach               | Ergoldsbach        | Ende 19. Jh.                                             | Baudenkmal Neugotischer Sichtziegelbau, kleiner Zentralbau mit westlich vorgesetztem Turm und Lisenengliederung |
|      |         | St. Agatha (Standort)                                       | röm.-kath.   | Ergoldsbach               | Ergoldsbach        | 1726, im Kern älter                                      | Baudenkmal Kleine Saalkirche mit Putzgliederung, Dachreiter mit Zwiebelhaube, barock ausgebaut |
|      |         | St. Peter und Paul (Standort)                               | röm.-kath.   | Ergoldsbach               | Ergoldsbach        | 1729, 1887                                               | Baudenkmal Pfarrkirche Barocke Saalkirche mit neubarockem Querhaus, Gliederung durchen Lisenen, Putzbänder und Dachfries, westlich vorgesetzter Turm mit Geschossgliederung, abgesetztem Oberbau und Spitzhelm |
|      |         | Versöhnungskirche (Standort)                                | ev.-luth.    | Ergoldsbach               | Ergoldsbach        | 1970                                                     | 2020 profaniert |
|      |         | St. Stephan (Standort)                                      | röm.-kath.   | Ergoldsbach               | Iffelkofen         | 1726                                                     | Baudenkmal Barocke Saalkirche, Gliederung durch Lisenen, Putzbänder und Dachfries, nördlicher Chorflankenturm mit Achteckaufsatz und Zwiebelkuppel, Turmunterbau romanisch |
|      |         | Mariä Heimsuchung (Standort)                                | röm.-kath.   | Ergoldsbach               | Kläham             | 1747                                                     | Baudenkmal Saalkirche im Rokoko-Stil, eingezogener Chor, Gliederung durch Lisenen, Putzbänder und sog. Bassgeigenfenster, vorgesetzter Westturm mit Achteckaufsatz und Spitzhelm |
|      |         | Wegkapelle (Standort)                                       | röm.-kath.   | Ergoldsbach               | Kläham             | Anfang 20. Jh.                                           | Baudenkmal Kleiner Satteldachbau mit rundbogiger Öffnung und schmiedeeisernem Abschlussgitter |
|      |         | St. Peter (Standort)                                        | röm.-kath.   | Ergoldsbach               | Langenhettenbach   | 1764                                                     | Baudenkmal Saalkirche im Rokoko-Stil, außen Gliederung durch Lisenen und Friesband, innen Pilastergliederung, Westturm mit Achteckaufsatz und Zwiebelkuppel |
|      |         | St. Leonhard (Standort)                                     | röm.-kath.   | Ergoldsbach               | Leonhardshaun      | 15. Jh., 18. Jh.                                         | Baudenkmal Wallfahrtskirche Spätgotische Saalkirche mit eingezogenem Chor, barock ausgebaut, Gliederung durch Lisenen und Putzbänder, südseitig am Langhaus Spitzbogenblenden, Westturm mit abgesetztem Oberbau und erneuerter Zwiebelhaube |
|      |         | St. Martin (Standort)                                       | röm.-kath.   | Ergoldsbach               | Martinshaun        | 1717                                                     | Baudenkmal Barocke Saalkirche mit einfacher Putzgliederung, Westturm mit Achteckaufsatz und stumpfem Helmabschluss |
|      |         | Dorfkapelle Hl. Dreifaltigkeit (Standort)                   | röm.-kath.   | Ergoldsbach               | Oberdörnbach       | 1823                                                     | Baudenkmal Kleiner Satteldachbau mit Dachreiter |
|      |         | St. Stephan (Standort)                                      | röm.-kath.   | Ergoldsbach               | Paindlkofen        | 1772                                                     | Baudenkmal Saalkirche im Rokoko-Stil mit eingezogenem Chor, Gliederung durch Lisenen und Putzbänder, westlich vorgesetzter Sattelturm mit Lisenen- und Geschossgliederung |
|      |         | St. Nikolaus (Standort)                                     | röm.-kath.   | Ergoldsbach               | Pfellnkofen        | Ende 13. Jh., um 1600                                    | Baudenkmal Kleine spätromanische Saalkirche mit eingezogenem Chor, um 1600 ausgebaut, östlich über dem Langhaus kleiner Sattelturm |
|      |         | Feldkapelle (Standort)                                      | röm.-kath.   | Ergoldsbach               | Reicherstetten     | 18./19. Jh.                                              | Baudenkmal Kleiner Satteldachbau |
|      |         | St. Michael (Standort)                                      | röm.-kath.   | Ergoldsbach               | Unterdörnbach      | 1726                                                     | Baudenkmal Kleine barocke Saalkirche, Gliederung durch Lisenen und Putzbänder, Dachreiter mit Zwiebelkuppel |
|      |         | Dorfkapelle (Standort)                                      | röm.-kath.   | Ergoldsbach               | Wölflkofen         |                                                          | |
|      |         | St. Andreas (Standort)                                      | röm.-kath.   | Essenbach                 | Altheim            | um 1490, im Kern älter                                   | Baudenkmal Spätgotische Saalkirche mit eingezogenem Chor, Sichtziegelbau mit Spitzbogenfenstern, westlicher Sattelturm mit Geschossgliederung und Spitzbogenblenden, spätgotische Malereien an den Innenwänden und am Chorgewölbe, barockes Deckenfresko im Schiff |
|      |         | St. Peter (Standort)                                        | röm.-kath.   | Essenbach                 | Altheim            | um 1456, im Kern spätromanisch                           | Baudenkmal Pfarrkirche Spätgotische Saalkirche, Langhaus und Turm im Kern spätromanisch, Gliederung durch Dachfries, am Chor Strebepfeiler, südwestlicher Turm mit Geschossgliederung, Rundbogenfriesen, Spitzhelm im 19. Jahrhundert aufgesetzt |
|      |         | St. Michael (Standort)                                      | röm.-kath.   | Essenbach                 | Artlkofen          | 1. Hälfte 18. Jh., im Kern älter                         | Baudenkmal Barocke Saalkirche mit eingezogenem Chor, einspringender Westturm mit abgesetztem Oberbau und Kuppelhaube, Turmunterbau spätgotisch |
|      |         | St. Johannes der Täufer (Standort)                          | röm.-kath.   | Essenbach                 | Bruckbach          | Mitte 18. Jh.                                            | Baudenkmal Saalkirche im Rokoko-Stil mit eingezogenem Chor und sog. Bassgeigenfenstern, Westturm mit Geschossgliederung, abgesetztem Oberbau und Spitzhelm |
|      |         | Mariä Himmelfahrt (Standort)                                | röm.-kath.   | Essenbach                 | Essenbach          | um 1470, um 1670, 1713                                   | Baudenkmal Pfarrkirche ursprünglich Saalkirche mit eingezogenem Chor, durch später angebaute Seitenschiffe heute Staffelhalle, barock ausgebaut, Gliederung durch Putzbänder, am Chor Dreieckslisenen und Dachfries, ursprünglich freistehender Turm mit Achteckaufsatz, Tuffstein-Galerie und steinernem Spitzhelm, 1713 durch den Ausbau in das südliche Seitenschiff integriert Qualitätvolle Ausstattung im Barock- und Rokoko-Stil, reiche Stuckierung des nördlichen Seitenschiffs |
|      |         | Hofkapelle (Standort)                                       | röm.-kath.   | Essenbach                 | Gaunkofen          | 2. Hälfte 19. Jh.                                        | Baudenkmal Kleiner Satteldachbau mit Dachreiter, neugotisch |
|      |         | St. Dionysius (Standort)                                    | röm.-kath.   | Essenbach                 | Mettenbach         | 17./18. Jh., 1967                                        | Baudenkmal (nur Turm) Pfarrkirche Moderne Kirche unter Einbeziehung des barocken Turms der Vorgängerkirche, mit Achteckaufsatz und Zwiebelkuppel, Turmunterbau im Kern romanisch |
|      |         | St. Vitus (Standort)                                        | röm.-kath.   | Essenbach                 | Mettenbach         | um 1700, im Kern älter                                   | Baudenkmal Barocke Saalkirche mit eingezogenem Chor und Lisenengliederung, südlicher Chorflankenturm mit Achteckaufsatz und Zwiebelkuppel, Turmunterbau spätgotisch |
|      |         | Mater Dolorosa (Standort)                                   | röm.-kath.   | Essenbach                 | Mirskofen          | 15. Jh., Mitte 18. Jh., 1957                             | Baudenkmal Pfarrkirche Saalkirche im Rokoko-Stil mit eingezogenem Chor unter Einbeziehung des spätgotischen Turmes, Verlängerung des Langhauses nach Westen 1957, Gliederung durch Lisenen und Putzbänder, südlicher Chorflankenturm mit Geschossgliederung, Spitzbogenblenden und Spitzhelm |
|      |         | St. Salvator (Standort)                                     | röm.-kath.   | Essenbach                 | Mirskofen          | 17./18. Jh., Mitte 18. Jh.                               | Baudenkmal Kleine barocke Saalkirche, Gliederung durch Lisenen und Putzbänder, über dem Chor Dachreiter mit Zwiebelkuppel |
|      |         | St. Erhard (Standort)                                       | röm.-kath.   | Essenbach                 | Oberahrain         | 17                                                       | Baudenkmal Kleine barocke Saalkirche mit eingezogenem Chor, darüber Dachreiter mit Zwiebelkuppel, Gliederung durch Lisenen und Putzbänder |
|      |         | Zum Herrgott auf der Wies (Standort)                        | röm.-kath.   | Essenbach                 | Oberröhrenbach     | 1754                                                     | Baudenkmal Kleine barocke Saalkirche mit eingezogenem Chor, darüber Dachreiter mit Zwiebelkuppel, Gliederung durch Lisenen und Putzbänder |
|      |         | St. Martin (Standort)                                       | röm.-kath.   | Essenbach                 | Oberwattenbach     | 15. Jh., 17./18. Jh., um 1800                            | Baudenkmal Spätgotische Saalkirche, barock ausgebaut, nördlicher Chorflankenturm mit Achteckaufsatz und Spitzhelm |
|      |         | St. Wolfgang (Standort)                                     | röm.-kath.   | Essenbach                 | Sankt Wolfgang     | um 1300, Ende 15. Jh., 1689                              | Baudenkmal Frühgotische Saalkirche mit Kastenchor und Westturm, Turmunterbau spätgotisch, Turmaufbau barock, Gliederung am Turm durch Geschossteilung und Blendbögen, Zwiebelkuppel, innen gotische Wandmalereien aus dem frühen 15. Jh. |
|      |         | St. Josef (Standort)                                        | röm.-kath.   | Essenbach                 | Unterahrain        |                                                          | |
|      |         | St. Ulrich und St. Martin (Standort)                        | röm.-kath.   | Essenbach                 | Unterröhrenbach    | 13. Jh., um 1630, um 1700, 1794                          | Baudenkmal Kleine spätromanische Saalkirche mit Kastenchor, barock ausgebaut, Gliederung am Chor durch Deutsches Band, am Langhaus durch einfachen Rundbogenfries, über dem Chor barocker Dachreiter mit Zwiebelkuppel |
|      |         | St. Johannes der Täufer (Standort)                          | röm.-kath.   | Essenbach                 | Unterunsbach       | 18. Jh.                                                  | Baudenkmal Kleine barocke Saalkirche mit Lisenengliederung und Friesband, Westturm mit Achteckaufsatz und Zwiebelkuppel |
|      |         | St. Ägidius (Standort)                                      | röm.-kath.   | Essenbach                 | Unterwattenbach    | um 1500, im Kern älter                                   | Baudenkmal Spätgotischer Sichtziegelbau, Langhaus im Kern romanisch, Saalkirche mit kaum eingezogenem Chor, Gliederung durch Dachfries, am Chor Dreieckslisenen, südlicher Chorflankenturm mit Geschossgliederung, Spitzbogenblenden und Spitzhelm |
|      |         | St. Katharina (Standort)                                    | röm.-kath.   | Furth                     | Arth               | 1710                                                     | Baudenkmal Barocke Saalkirche mit Putzgliederung, östlich vorgesetzter Turm mit Achteckaufsatz und schindelgedeckter Zwiebelkuppel |
|      |         | Klosterkirche (Standort)                                    | röm.-kath.   | Furth                     | Furth              | Mitte 20. Jh.                                            | 20NN profaniert |
|      |         | St. Sebastian (Standort)                                    | röm.-kath.   | Furth                     | Furth              | um 1480, 1741                                            | Baudenkmal Pfarrkirche Spätgotische Saalkirche mit eingezogenem Chor, barock ausgebaut, nördlicher Chorflankenturm mit Geschossgliederung, Spitzbogenblenden und Spitzhelm Qualitätvolle Ausstattung im Barock- und Rokoko-Stil, reiche Stuckierung des nördlichen Seitenschiffs |
|      |         | St. Nikolaus (Standort)                                     | röm.-kath.   | Furth                     | Geberskirchen      | um 1500                                                  | Baudenkmal Kleine spätgotische Saalkirche mit barock ausgebautem Langhaus, Gliederung durch Lisenen, am Chor Dachfries, schindelverkleideter Dachreiter |
|      |         | Wegkapelle (Standort)                                       | röm.-kath.   | Furth                     | Hochkreuth         |                                                          | |
|      |         | St. Johannes Nepomuk (Standort)                             | röm.-kath.   | Furth                     | Punzenhofen        | 1697                                                     | Baudenkmal Kleiner schlichter Barockbau mit Pilastergliederung, Dachreiter mit Satteldach, darunter rundbogige Mauernische mit Heiligenfigur |
|      |         | Wegkapelle (Standort)                                       | röm.-kath.   | Furth                     | Rannertshofen      | 1957, 1977                                               | Baudenkmal (nur Madonnenfigur) Kleiner Satteldachbau mit offener Vorhalle, barocke Madonnenfigur |
|      |         | St. Michael (Standort)                                      | röm.-kath.   | Furth                     | Schatzhofen        | 12. Jh., 1688                                            | Baudenkmal Pfarrkirche Im Kern romanische Saalkirche mit Chorturm, Langhaus barock ausgebaut, Gliederung durch Lisenen und Putzbänder |
|      |         | Wegkapelle (Standort)                                       | röm.-kath.   | Furth                     | Schlucking         | 19. Jh.                                                  | Baudenkmal Neugotischer Satteldachbau mit Treppengiebel |
|      |         | St. Margaretha (Standort)                                   | röm.-kath.   | Geisenhausen              | Diemannskirchen    | 13. Jh., 15. Jh., 1882                                   | Baudenkmal Spätromanische Saalkirche mit eingezogenem Chor, Chorgewölbe spätgotisch, Langhausgewölbe und Westturm mit Spitzhelm neugotisch |
|      |         | St. Kastulus (Standort)                                     | röm.-kath.   | Geisenhausen              | Eiselsdorf         | 1721                                                     | Baudenkmal Barocke Saalkirche mit Pilaster- und Lisenengliederung, nach Süden ausgerichtet, vorgesetzter Nordturm mit Achteckaufsatz und Kuppelhaube |
|      |         | Mariä Himmelfahrt (Standort)                                | röm.-kath.   | Geisenhausen              | Feldkirchen        | 2. Hälfte 15. Jh., 1874, 1884                            | Baudenkmal Spätgotischer Sichtziegelbau, Staffelhalle, nördliches Seitenschiff und Westempore neugotisch, Gliederung am Chor durch Maßwerkfries, am Langhaus durch Strebepfeiler, südlicher Chorflankenturm mit Spitzhelm |
|      |         | Kreuzkapelle St. Theobald (Standort)                        | röm.-kath.   | Geisenhausen              | Geisenhausen       | 18. Jh.                                                  | Baudenkmal Kleiner Satteldachbau mit profiliertem Rundbogen und Giebel |
|      |         | St. Martin (Standort)                                       | röm.-kath.   | Geisenhausen              | Geisenhausen       | um 1500, 1688, 1852, 1870                                | Baudenkmal Pfarrkirche Spätgotischer Sichtziegelbau, Hallenkirche der Landshuter Bauhütte, barock ausgebaut, dabei Anbau der sog. Altöttinger Kapelle, im 19. Jh. regotisiert, Gliederung durch umlaufenden Sockel, Strebepfeiler und Dachfries, Westturm mit Geschossgliederung, Achteckaufsatz und Spitzhelm |
|      |         | St. Theobald (Standort)                                     | röm.-kath.   | Geisenhausen              | Geisenhausen       | Ende 13. Jh., um 1450, 1712                              | Baudenkmal Spätromanische Saalkirche mit eingezogenem Chor, ursprünglich als Wehrkirche konzipiert, Langhaus und Turm mit Spitzbogenblenden und Spitzhelm spätgotisch, Gesamtanlage barock ausgebaut |
|      |         | St. Stephan (Standort)                                      | röm.-kath.   | Geisenhausen              | Helmsdorf          | um 1700, 1748                                            | Baudenkmal Barocke Saalkirche mit eingezogenem Chor und schlichter Putzgliederung, vorgesetzter Westturm mit Achteckaufsatz und Spitzhelm |
|      |         | St. Andreas (Standort)                                      | röm.-kath.   | Geisenhausen              | Hermannskirchen    | 12./13. Jh., 15. Jh., 1786                               | Baudenkmal Langhaus im Kern romanisch, im 15. Jh. und 1786 später erhöht, Chor und nördlicher Chorflankenturm spätgotisch, Gliederung am Chor durch Dreieckslisenen und Dachfries, Sattelturm mit Geschossgliederung und Spitzbogenblenden |
|      |         | Maria-Hilf-Kapelle (Standort)                               | röm.-kath.   | Geisenhausen              | Holzhausen         | Anfang 18. Jh.                                           | Baudenkmal Kleine barocke Saalkirche mit rund geschlossenem Chor, über Arkadengang mit der Pfarrkirche verbunden |
|      |         | St. Valentin (Standort)                                     | röm.-kath.   | Geisenhausen              | Holzhausen         | Ende 17. Jh.                                             | Baudenkmal Pfarrkirche Barocke Saalkirche mit Putzgliederung, nördlicher Chorflankenturm mit Geschossgliederung und Zwiebelhaube |
|      |         | Wegkapelle (Standort)                                       | röm.-kath.   | Geisenhausen              | Holzhausen         | Anfang 19. Jh.                                           | Baudenkmal Kleiner Satteldachbau mit Vorhalle, Gliederung durch Bogenfries |
|      |         | Lourdeskapelle (Standort)                                   | röm.-kath.   | Geisenhausen              | Ippenberg          | Ende 19. Jh.                                             | Baudenkmal Kleiner Satteldachbau mit Dachreiter |
|      |         | St. Johann Baptist (Standort)                               | röm.-kath.   | Geisenhausen              | Johannesbergham    | 12./13. Jh., 2. Hälfte 15. Jh., 17. Jh.                  | Baudenkmal Spätromanische Chorturmkirche, Netzrippengewölbe im Langhaus spätgotisch, Chor barock ausgebaut, Turmoberbau mit zweigeschossigem Oktogon und Helmaufsatz |
|      |         | Marienkapelle (Standort)                                    | röm.-kath.   | Geisenhausen              | Klause             | 1736                                                     | Baudenkmal Barocker Satteldachbau mit Dachreiter, angegliedert an Eremitenhaus |
|      |         | Hofkapelle (Standort)                                       | röm.-kath.   | Geisenhausen              | Königsreit         | Ende 19. Jh.                                             | Baudenkmal Kleiner Satteldachbau |
|      |         | Wegkapelle (Standort)                                       | röm.-kath.   | Geisenhausen              | Oedgarten          | um 1900                                                  | Baudenkmal Kleiner neuromanischer Satteldachbau mit Chornische |
|      |         | St. Michael (Standort)                                      | röm.-kath.   | Geisenhausen              | Salksdorf          | 1707                                                     | Baudenkmal Barocke Saalkirche, Gliederung durch Lisenen und Putzbänder, Südturm mit Geschossgliederung, Achteckaufsatz und Kuppelhaube |
|      |         | Wegkapelle Hl. Dreifaltigkeit (Standort)                    | röm.-kath.   | Geisenhausen              | Schlott            | 19. Jh.                                                  | Baudenkmal Kleiner Satteldachbau |
|      |         | Mater Dolorosa (Standort)                                   | röm.-kath.   | Geisenhausen              | Schrannen          | 1723, 1763                                               | Baudenkmal Wallfahrtskirche Barocke Saalkirche, Gliederung durch Lisenen und Putzbänder, westlich auskragender sechsseitiger Dachreiter mit Eckpilastern und Zwiebelkuppel |
|      |         | St. Stephan (Standort)                                      | röm.-kath.   | Geisenhausen              | Stephansbergham    | 13. Jh., 1477                                            | Baudenkmal Spätromanische Saalkirche mit eingezogenem Chor, nördlicher Chorflankenturm mit Spitzhelm, Chorgewölbe und Turm spätgotisch |
|      |         | St. Georg (Standort)                                        | röm.-kath.   | Geisenhausen              | Vils               | 15. Jh., 1721                                            | Baudenkmal Barocke Saalkirche mit Putzgliederung, Westturm mit spätgotischem Turmunterbau, Gliederung durch Spitzbogenblenden, barocker Turmoberbau mit Eckpilastern und Zwiebelhaube |
|      |         | Ehem. Friedhofskapelle (Standort)                           | röm.-kath.   | Gerzen                    | Gerzen             | um 1500                                                  | Baudenkmal Kleiner spätgotischer Satteldachbau mit Dachreiter |
|      |         | Erlöserkirche (Standort)                                    | ev.-luth.    | Gerzen                    | Gerzen             | 1951                                                     | Baudenkmal Fertigteilbau mit Satteldach und Dachreiter |
|      |         | Schlosskapelle (Standort)                                   | röm.-kath.   | Gerzen                    | Gerzen             | um 1695                                                  | Baudenkmal Im Obergeschoss eines arkadierten Anbaus, Eckturm mit Zwiebelkuppel |
|      |         | St. Georg (Standort)                                        | röm.-kath.   | Gerzen                    | Gerzen             | 1. Viertel 16. Jh., im Kern älter, 1873, 1882            | Baudenkmal Pfarrkirche Staffelhalle, Mittelschiff im Kern spätromanisch, spätgotisch ausgebaut, Chor und nördliches Seitenschiffs spätgotisch, südliches Seitenschiff und Turm neugotisch, Gliederung durch Strebepfeiler und Dachfries am Chor, Westturm mit Geschossgliederung, Eckstreben und Spitzhelm |
|      |         | St. Nikolaus (Standort)                                     | röm.-kath.   | Gerzen                    | Lichtenhaag        | 15. Jh., um 1950                                         | Baudenkmal (nur spätgotischer Turm) Moderne Saalkirche mit Turm, zusätzlich freistehender spätgotischer Sattelturm der ehem. Kirche St. Nikolaus |
|      |         | Wieskapelle St. Florian (Standort)                          | röm.-kath.   | Gerzen                    | Lichtenhaag        | 1686                                                     | Baudenkmal Kleine barocke Saalkirche mit eingezogenem Chor, Dachreiter mit Zwiebelhaube |
|      |         | Feldkapelle (Standort)                                      | röm.-kath.   | Gerzen                    | Pelzgarten         | 1891                                                     | Baudenkmal Kleiner neugotischer Satteldachbau mit Putzgliederung |
|      |         | St. Martin (Standort)                                       | röm.-kath.   | Gerzen                    | Vilssattling       | 12./13. Jh., 2. Hälfte 15. Jh.                           | Baudenkmal Im Kern spätromanische Saalkirche, Gewölbe, Chor und Turm spätgotisch, Gliederung durch Strebepfeiler am Chor, südlicher Chorflankenturm mit Geschossgliederung und Satteldach |
|      |         | St. Georg (Standort)                                        | röm.-kath.   | Hohenthann                | Altenburg          | 13./14. Jh., 19. Jh.                                     | Baudenkmal Ehem. Schlosskapelle Kleine spätromanische Saalkirche, barock ausgebaut, Dachreiter mit Helmaufsatz aus dem 19. Jh. |
|      |         | St. Andreas (Standort)                                      | röm.-kath.   | Hohenthann                | Andermannsdorf     | 13. Jh., 1687                                            | Baudenkmal Pfarrkirche Spätromanische Saalkirche mit Kastenchor, barock ausgebaut, südlicher Chorflankenturm mit barockem Achteckaufsatz und Kuppelhaube |
|      |         | Wegkapelle (Standort)                                       | röm.-kath.   | Hohenthann                | Bergham            | 19. Jh.                                                  | Baudenkmal Kleiner neugotischer Satteldachbau |
|      |         | Marienkapelle (Standort)                                    | röm.-kath.   | Hohenthann                | Bibelsbach         | 1. Drittel 19. Jh.                                       | Baudenkmal Kleiner Satteldachbau mit Ziergiebel |
|      |         | St. Petrus Fourier (Standort)                               | röm.-kath.   | Hohenthann                | Eberstall          | 1855                                                     | Baudenkmal Kleine Saalkirche, Gliederung durch Lisenen und Bandfries, hoher Dachreiter mit Spitzhelm |
|      |         | St. Martin (Standort)                                       | röm.-kath.   | Hohenthann                | Gatzkofen          | 1519                                                     | Baudenkmal Kleine spätgotische Saalkirche, Gliederung durch Dreieckslisenen und Dachfries, gedrungener Nordturm mit kurzem Achteckaufsatz und Spitzhelm |
|      |         | St. Margaretha (Standort)                                   | röm.-kath.   | Hohenthann                | Grafenhaun         | 1719                                                     | Baudenkmal Barocke Saalkirche mit einfacher Putzgliederung, vorgesetzter Westturm mit kurzer spitzer Haube |
|      |         | Brunnenkapelle (Standort)                                   | röm.-kath.   | Hohenthann                | Heiligenbrunn      | 2. Hälfte 19. Jh.                                        | Baudenkmal Kleiner neugotischer Zeltdachbau, Gliederung durch Lisenen und Dachfries |
|      |         | Mariä Heimsuchung (Standort)                                | röm.-kath.   | Hohenthann                | Heiligenbrunn      | 1714, 1814                                               | Baudenkmal Wallfahrtskirche Barocke Saalkirche mit eingezogenem Chor, Gliederung durch Lisenen und Putzbänder, innen Pilastergliederung, vorgesetzter Westturm von 1814 mit Achteckaufsatz und Spitzhelm Qualitätvolle Ausstattung im Barock- und Rokoko-Stil, reiche Stuckierung |
|      |         | Schlosskapelle St. Johannes Nepomuk (Standort)              | röm.-kath.   | Hohenthann                | Hohenthann         | 1738                                                     | Baudenkmal Kleine barocke Saalkirche mit Dachreiter, nach Norden ausgerichtet |
|      |         | St. Laurentius (Standort)                                   | röm.-kath.   | Hohenthann                | Hohenthann         | 1965                                                     | Pfarrkirche Moderne Hallenkirche, nach Süden ausgerichtet freistehender Turm mit hohem Spitzhelm Taufstein aus dem 14. Jahrhundert |
|      |         | Schlosskapelle St. Leonhard (Standort)                      | röm.-kath.   | Hohenthann                | Kirchberg          | 2. Hälfte 15. Jh.                                        | Baudenkmal |
|      |         | Wieskapelle (Standort)                                      | röm.-kath.   | Hohenthann                | Kumpfmühle         | Mitte 19. Jh.                                            | Baudenkmal Kleiner neugotischer Satteldachbau mit Schweifgiebel, Gliederung durch Lisenen und Putzbänder |
|      |         | Hofkapelle St. Maria (Standort)                             | röm.-kath.   | Hohenthann                | Mantel             | um 1860                                                  | Baudenkmal Kleiner Satteldachbau mit Dachreiter, Gliederung durch Lisenen und Putzbänder |
|      |         | St. Margaretha (Standort)                                   | röm.-kath.   | Hohenthann                | Oberergoldsbach    | 13. Jh., 1. Hälfte 18. Jh.                               | Baudenkmal Spätromanische Saalkirche mit eingezogenem Chor, barock ausgebaut, Lisenengliederung im westlichen Teil, Westturm mit Achteckaufsatz und Zwiebelkuppel |
|      |         | St. Peter (Standort)                                        | röm.-kath.   | Hohenthann                | Petersglaim        | 12./13. Jh., 1691                                        | Baudenkmal Romanische Saalkirche, barock ausgebaut, Westturm mit Achteckaufsatz und Zwiebelkuppel |
|      |         | St. Katharina (Standort)                                    | röm.-kath.   | Hohenthann                | Schmatzhausen      | 13. Jh., 2. Hälfte 15. Jh., Ende 17. Jh.                 | Baudenkmal Pfarrkirche Saalkirche mit eingezogenem Chor, Langhaus im Kern spätromanisch, Chor und Turm spätgotisch, Gesamtanlage barock ausgebaut, Gliederung durch Lisenen und Putzbänder, am Chor Dreieckslisenen und Friesband, nördlicher Chorflankenturm mit Geschossgliederung, Blendbögen, Achteckaufsatz und erneuertem Spitzhelm Qualitätvolle Ausstattung im Barock- und Rokoko-Stil, reiche Stuckierung                                                                       |
|      |         | St. Ägidius (Standort)                                      | röm.-kath.   | Hohenthann                | Türkenfeld         | 12./13. Jh.                                              | Baudenkmal Ehem. Schlosskapelle Romanische Saalkirche mit eingezogener Apsis und Dachreiter mit Satteldach, ursprünglich als Wehrkirche und sog. Romanische Landkirche mit profanem Obergeschoss konzipiert, teilweise barock überformt |
|      |         | St. Nikolaus (Standort)                                     | röm.-kath.   | Hohenthann                | Unkofen            | 1. Hälfte 13. Jh., 1. Hälfte 18. Jh.                     | Baudenkmal Kleine barocke Saalkirche mit eingezogener Apsis, Langhaus und Chor im Kern spätromanisch, erneuerter Nordturm mit kurzer spitzer Haube |
|      |         | St. Helena (früher Hl. Kreuz) (Standort)                    | röm.-kath.   | Hohenthann                | Wachelkofen        | 1751                                                     | Baudenkmal Kleine Saalkirche mit eingezogenem Chor im Rokoko-Stil, Gliederung durch umlaufenden Sockel, östlich vorgesetzter Turm mit Geschossgliederung, Achteckaufsatz und Spitzhelm |
|      |         | Schlosskapelle St. Sebastian (Standort)                     | röm.-kath.   | Hohenthann                | Weihenstephan      | Mitte 17. Jh.                                            | Baudenkmal Barocke rechteckige Saalkirche mit Lisenen- und Pilastergliederung, Dachreiter mit Zwiebelkuppel |
|      |         | St. Stephan (Standort)                                      | röm.-kath.   | Hohenthann                | Weihenstephan      | 2. Hälfte 15. Jh., 1681, 18. Jh.                         | Baudenkmal Spätgotische Saalkirche, Turm und Langhaus barock ausgebaut, südlicher Chorflankenturm mit Achteckaufsatz und Kuppelhaube |
|      |         | Wegkapelle (Standort)                                       | röm.-kath.   | Hohenthann                | Windham            | 19. Jh.                                                  | Baudenkmal Kleiner Satteldachbau mit Apsis und Dachreiter |
|      |         | Dorfkapelle (Standort)                                      | röm.-kath.   | Kröning                   | Bödldorf           | 18. Jh.                                                  | Baudenkmal Kleiner Satteldachbau mit Dachreiter und einfacher Putzgliederung |
|      |         | Maria Immaculata (Standort)                                 | röm.-kath.   | Kröning                   | Dietelskirchen     | 1913                                                     | Baudenkmal Pfarrkirche Saalkirche mit querhausartiger Ausweitung im Jugendstil, Gliederung durch Pfeiler, Lisenen und Wandvorsprünge, nördlicher Chorflankenturm mit Kuppelhaube |
|      |         | Hofkapelle (Standort)                                       | röm.-kath.   | Kröning                   | Dietrichstetten    | 1847                                                     | Baudenkmal Kleiner klassizistischer Satteldachbau |
|      |         | St. Stephan (Standort)                                      | röm.-kath.   | Kröning                   | Geiselsdorf        | 15. Jh., 1879                                            | Baudenkmal Spätgotische Saalkirche, neugotisch ausgebaut, Westturm mit Geschossgliederung und Spitzhelm |
|      |         | Marienkapelle (Standort)                                    | röm.-kath.   | Kröning                   | Grammelsbrunn      | 1872                                                     | Baudenkmal Kleiner Satteldachbau mit Dachreiter |
|      |         | Dorfkapelle (Standort)                                      | röm.-kath.   | Kröning                   | Großbettenrain     | 2. Hälfte 19. Jh.                                        | Baudenkmal Neugotischer Satteldachbau, Gliederung durch Eckstreben und Putzbänder |
|      |         | Lourdeskapelle (Standort)                                   | röm.-kath.   | Kröning                   | Hundham            | 2. Hälfte 19. Jh.                                        | Baudenkmal Ständerbau mit Satteldach |
|      |         | Hofkapelle (Standort)                                       | röm.-kath.   | Kröning                   | Hundspoint         | Mitte 19. Jh.                                            | Baudenkmal Kleiner Satteldachbau mit Dachreiter |
|      |         | St. Ursula (Standort)                                       | röm.-kath.   | Kröning                   | Jesendorf          | 15. Jh., 1726                                            | Baudenkmal Spätgotische Saalkirche, barock ausgebaut, Westturm mit Geschossgliederung und Spitzhelm |
|      |         | St. Ursula (Standort)                                       | röm.-kath.   | Kröning                   | Kirchberg          | 12. Jh., 2. Hälfte 15. Jh.                               | Baudenkmal Pfarrkirche Spätgotische Saalkirche mit eingezogenem Chor und angebauten Seitenschiffen, südliches Seitenschiff später, Gliederung am Chor durch Strebepfeiler und Dachfries, freistehender spätromanischer Sattelturm |
|      |         | Lourdeskapelle (Standort)                                   | röm.-kath.   | Kröning                   | Leisteneck         | 1906                                                     | Baudenkmal Kleiner neugotischer Satteldachbau mit Pfeilergliederung |
|      |         | St. Rupert (Standort)                                       | röm.-kath.   | Kröning                   | Oberschnittenkofen | 15. Jh.                                                  | Baudenkmal Spätgotische Saalkirche, barock ausgebaut, Gliederung durch Putzbänder, Dachreiter mit Zwiebelkuppel |
|      |         | Hofkapelle (Standort)                                       | röm.-kath.   | Kröning                   | Rabenanger         | um 1900                                                  | Baudenkmal Neugotischer Satteldachbau mit Ziergiebel |
|      |         | Mariä Geburt (Standort)                                     | röm.-kath.   | Kröning                   | Wippstetten        | 2. Hälfte 15. Jh., um 1760                               | Baudenkmal Wallfahrtskirche Spätgotische Saalkirche, barock ausgebaut, Gliederung am Chor durch Strebepfeiler und Dachfries, vorgesetzter Westturm mit Geschossgliederung, Blendbögen und barockem Oberbau mit Zwiebelkuppel |
|      |         | Wegkapelle (Standort)                                       | röm.-kath.   | Kumhausen                 | Allkofen           | 19. Jh.                                                  | Baudenkmal Kleiner Satteldachbau mit Putzgliederung |
|      |         | St. Laurentius und St. Andreas (Standort)                   | röm.-kath.   | Kumhausen                 | Berndorf           | 2. Hälfte 13. Jh.                                        | Baudenkmal Spätromanischer Backsteinbau, Chorturm mit Satteldach |
|      |         | Hofkapelle (Standort)                                       | röm.-kath.   | Kumhausen                 | Dettenkofen        |                                                          | |
|      |         | Marienkapelle (Standort)                                    | röm.-kath.   | Kumhausen                 | Eichet             | 19. Jh.                                                  | Baudenkmal Kleiner neugotischer Satteldachbau mit Dachreiter |
|      |         | Mariä Himmelfahrt (Standort)                                | röm.-kath.   | Kumhausen                 | Götzdorf           | 1466, 1940                                               | Baudenkmal Spätgotische Saalkirche, Gliederung durch Strebepfeiler und Dachfries, südlicher Chorflankenturm mit Spitzbogenblenden, Spitzhelm modern |
|      |         | St. Petrus (Standort)                                       | röm.-kath.   | Kumhausen                 | Grammelkam         | Ende 12. Jh., 19. Jh.                                    | Baudenkmal Pfarrkirche Spätromanische Saalkirche, verputzter Backsteinbau, barock und modern verändert, zweifach gestuftes romanisches Rundbogenportal, Chorturm mit Satteldach und Treppengiebel, Gliederung am Turm durch neugotische Spitzbogenblenden und Rundfenster mit Maßwerk |
|      |         | St. Pankratius (Standort)                                   | röm.-kath.   | Kumhausen                 | Herbersdorf        | 1763                                                     | Baudenkmal Saalkirche im Rokoko-Stil, Gliederung durch Lisenen und Putzbänder, Westgiebel mit kurzem Turmschaft und Zwiebelhaube |
|      |         | St. Johann Baptist (Standort)                               | röm.-kath.   | Kumhausen                 | Hohenegglkofen     | 15. Jh., 1. Hälfte 18. Jh.                               | Baudenkmal Pfarrkirche Spätgotischer Sichtziegelbau, Wandpfeilerkirche, barocke Erweiterung um ein nördliches Seitenschiff, Gliederung durch Strebepfeiler, Dreieckstreben und umlaufenden Fries, nördlicher Chorflankenturm mit Spitzbogenblenden und Spitzhelm über Eckzinnen Qualitätvolle Ausstattung im Barock- und Rokoko-Stil |
|      |         | Hofkapelle (Standort)                                       | röm.-kath.   | Kumhausen                 | Mantelkam          | 1847                                                     | Baudenkmal Kleiner neuromanischer Satteldachbau mit Apsis, Gliederung durch Putzbänder und Zinnenfries |
|      |         | St. Ulrich (Standort)                                       | röm.-kath.   | Kumhausen                 | Obergangkofen      | 2. Hälfte 15. Jh., Mitte 18. Jh.                         | Baudenkmal Pfarrkirche Spätgotische Saalkirche, Langhaus barock ausgebaut, südlicher Chorflankenturm mit Spitzhelm |
|      |         | Wegkapelle (Standort)                                       | röm.-kath.   | Kumhausen                 | Obergangkofen      |                                                          | |
|      |         | Mariä Himmelfahrt (Standort)                                | röm.-kath.   | Kumhausen                 | Preisenberg        | Anfang 13. Jh., 15. Jh., 1788                            | Baudenkmal Spätromanische Chorturmkirche, Erweiterung nach Westen, Chorgewölbe und südliche Vorhalle spätgotisch, barock ausgebaut, Chorturm mit Friesgliederung und Satteldach Steinerne Kreuzigungsgruppe aus dem 14. Jh. |
|      |         | St. Vitus (Standort)                                        | röm.-kath.   | Kumhausen                 | Rammelkam          | 12./13. Jh.                                              | Baudenkmal Spätromanischer Backsteinbau, Chorturm mit Satteldach Romanische Glocke aus der Zeit um 1200, spätromanische aus der Zeit um 1350 im Altarraum |
|      |         | Hofkapelle (Standort)                                       | röm.-kath.   | Kumhausen                 | Stadel             |                                                          | |
|      |         | St. Benedikt (Standort)                                     | röm.-kath.   | Kumhausen                 | Weihbüchl          | Ende 15. Jh., 1854                                       | Baudenkmal Saalkirche, Chor spätgotisch, Langhaus und Turm mit Spitzhelm neugotisch |
|      |         | St. Laurentius (Standort)                                   | röm.-kath.   | Neufahrn in Niederbayern  | Asenkofen          | 1908                                                     | Baudenkmal Pfarrkirche Neobarocke Saalkirche mit Lisenengliederung, Turm mit Geschossgliederung, Achteckaufsatz und Kuppelhaube |
|      |         | Hofkapelle (Standort)                                       | röm.-kath.   | Neufahrn in Niederbayern  | Hebramsdorf        | 1. Hälfte 18. Jh., 2013                                  | Baudenkmal Kleiner barocker Satteldachbau mit Dachreiter und Glocke, modern verändert |
|      |         | St. Johann Baptist (Standort)                               | röm.-kath.   | Neufahrn in Niederbayern  | Hebramsdorf        | 1730, im Kern älter                                      | Baudenkmal Pfarrkirche Barocke Saalkirche, Gliederung durch Lisenen und Putzbänder, Westturm mit Geschossgliederung und Treppengiebel |
|      |         | St. Andreas (Standort)                                      | röm.-kath.   | Neufahrn in Niederbayern  | Hofendorf          | 1747                                                     | Baudenkmal Pfarrkirche Saalkirche mit eingezogenem Chor im Rokoko-Stil, Gliederung durch Lisenen, Putzbänder und sog. Bassgeigenfenster, Westturm mit Geschossgliederung, Achteckaufsatz und Zwiebelkuppel Qualitätvolle Ausstattung im Rokoko-Stil |
|      |         | Friedenskirche (Standort)                                   | ev.-luth.    | Neufahrn in Niederbayern  | Neufahrn           | 1950                                                     | Baudenkmal Pfarrkirche Holzständerbau mit Walmdach, Lichtgaden und anschließendem umlaufendem Pultdach |
|      |         | Mariä Himmelfahrt (Standort)                                | röm.-kath.   | Neufahrn in Niederbayern  | Neufahrn           | 1938, im Kern älter                                      | Baudenkmal Pfarrkirche Basilika in historisierenden Formen, weitgehend ungegliedertes Äußeres, Turm im Kern romanisch, im 16. Jahrhundert ausgebaut, nördlicher Chorflankenturm mit Lisenen, Putzbändern, Satteldach und Treppengiebel |
|      |         | St. Andreas (Standort)                                      | röm.-kath.   | Neufahrn in Niederbayern  | Piegendorf         | 1724                                                     | Baudenkmal Barocke Saalkirche mit eingezogenem Chor, Gliederung durch Lisenen und Putzbänder, südlicher Chorflankenturm mit Geschossgliederung, Achteckaufsatz und Zwiebelkuppel |
|      |         | St. Jakobus der Ältere (Standort)                           | röm.-kath.   | Neufahrn in Niederbayern  | Rohrberg           | 1715                                                     | Baudenkmal Barocke Saalkirche mit Putzgliederung, Ostturm mit kurzem Achteckaufsatz und Zwiebelturm im Kern gotischer Chorturm |
|      |         | Hofkapelle (Standort)                                       | röm.-kath.   | Neufahrn in Niederbayern  | Salzburg           | 2016                                                     | |
|      |         | Hofkapelle (Standort)                                       | röm.-kath.   | Neufahrn in Niederbayern  | Sankt Anna         | um 1770                                                  | Baudenkmal Kleiner Satteldachbau mit Dachreiter |
|      |         | Marienkapelle (Standort)                                    | röm.-kath.   | Neufahrn in Niederbayern  | Schaltdorf         |                                                          | |
|      |         | St. Georg (Standort)                                        | röm.-kath.   | Neufahrn in Niederbayern  | Walpersdorf        | 2. Hälfte 15. Jh.                                        | Baudenkmal Kleine spätgotische Saalkirche mit eingezogenem Chor, barock ausgebaut, Gliederung am Chor durch Strebepfeiler und Dachfries, Dachreiter mit Spitzhelm |
|      |         | Hofkapelle (Standort)                                       | röm.-kath.   | Neufahrn in Niederbayern  | Winisaureuth       |                                                          | |
|      |         | St. Peter und Paul (Standort)                               | röm.-kath.   | Neufahrn in Niederbayern  | Winklsaß           | 1701                                                     | Baudenkmal Barocke Saalkirche, weitgehend ungegliedertes Äußeres, Dachreiter mit Zwiebelkuppel |
|      |         | St. Georg (Standort)                                        | röm.-kath.   | Neufraunhofen             | Georgenzell        | 2. Hälfte 15. Jh., 2. Viertel 18. Jh., 1869              | Baudenkmal Spätgotischer Sichtziegelbau, barock ausgebaut, Saalkirche, südlicher Chorflankenturm mit Geschossgliederung, Achteckaufsatz mit Spitzbogenblenden und neugotischem Spitzhelm |
|      |         | Mariä Himmelfahrt (Standort)                                | röm.-kath.   | Neufraunhofen             | Hinterskirchen     | 1913, im Kern älter                                      | Baudenkmal Saalkirche, Chor spätgotisch mit barockem Ausbau, Turm barock, Langhaus neubarock mit Elementen des Heimatstils, Langhaus mit Dachreiter, Ostturm mit Achteckaufsatz und Zwiebelhaube |
|      |         | Wegkapelle (Standort)                                       | röm.-kath.   | Neufraunhofen             | Kronberg           |                                                          | |
|      |         | St. Johann Baptist (Standort)                               | röm.-kath.   | Neufraunhofen             | Neufraunhofen      | 1409, 1714, 1753, 1930                                   | Baudenkmal Saalkirche mit angebautem Seitenschiff, nach Westen ausgerichtet, im Kern gotisch, barock ausgebaut, Ostfassade und Turm im Rokoko-Stil, Seitenschiff modern, reich gegliederte Ostfassade mit Volutengiebel, Ostturm mit flacher Kuppelhaube über Segmentbogengiebel |
|      |         | Hofkapelle (Standort)                                       | röm.-kath.   | Niederaichbach            | Falterwastel       | Ende 19. Jh.                                             | Baudenkmal Kleiner neugotischer Satteldachbau mit Putzgliederung |
|      |         | St. Andreas (Standort)                                      | röm.-kath.   | Niederaichbach            | Goldern            | 1862, 1890                                               | Baudenkmal Neugotischer Sichtziegelbau, Saalkirche, Gliederung durch Blendbögen, am Chor Strebepfeiler, nördlicher Chorflankenturm mit Spitzhelm später |
|      |         | Wegkapelle (Standort)                                       | röm.-kath.   | Niederaichbach            | Haid               |                                                          | |
|      |         | St. Jakob (Standort)                                        | röm.-kath.   | Niederaichbach            | Hüttenkofen        | 1545, 1720                                               | Baudenkmal Spätgotische Saalkirche, barock ausgebaut, modern erweitert, südlicher Chorflankenturm mit einfacher Geschossgliederung und Spitzhelm |
|      |         | Schlosskapelle St. Barbara (Standort)                       | röm.-kath.   | Niederaichbach            | Niederaichbach     | 1682                                                     | Baudenkmal |
|      |         | St. Josef (Standort)                                        | röm.-kath.   | Niederaichbach            | Niederaichbach     | 1962                                                     | Pfarrkirche Moderne Hallenkirche, freistehender Turm mit hohem Spitzhelm |
|      |         | St. Nikola (Standort)                                       | röm.-kath.   | Niederaichbach            | Niederaichbach     | 1678, Ende 19. Jh.                                       | Baudenkmal Barocke Saalkirche mit eingezogenem Chor und Putzgliederung, nach Süden ausgerichtet, Nordturm mit neugotischem Achteckaufsatz und Spitzhelm |
|      |         | Wegkapelle (Standort)                                       | röm.-kath.   | Niederaichbach            | Niederaichbach     |                                                          | |
|      |         | St. Peter und Paul (Standort)                               | röm.-kath.   | Niederaichbach            | Oberaichbach       | 1742                                                     | Baudenkmal Pfarrkirche Barocke Saalkirche mit eingezogenem Chor und Putzgliederung, Westturm mit Geschossgliederung, Achteckaufsatz und Zwiebelhaube |
|      |         | St. Margaretha (Standort)                                   | röm.-kath.   | Niederaichbach            | Reichersdorf       | 15. Jh., 1878                                            | Baudenkmal Ehem. Pfarrkirche Spätgotische Saalkirche mit eingezogenem Chor, Langhaus neugotisch erweitert, Gliederung durch Dachfries, südlicher Chorflankenturm mit Geschossgliederung und Spitzhelm |
|      |         | Feldkapelle (Standort)                                      | röm.-kath.   | Niederaichbach            | Ruhmannsdorf       |                                                          | |
|      |         | Hofkapelle (Standort)                                       | röm.-kath.   | Niederaichbach            | Wolfsbach          | 19. Jh.                                                  | Baudenkmal Kleiner Satteldachbau mit Dachreiter |
|      |         | St. Nikolaus (Standort)                                     | röm.-kath.   | Niederaichbach            | Wolfsbach          | 1. Hälfte 18. Jh.                                        | Baudenkmal Barocke Saalkirche mit Putzgliederung, Westturm mit Geschossgliederung, Achteckaufsatz und Spitzhelm |
|      |         | Wegkapelle (Standort)                                       | röm.-kath.   | Obersüßbach               | Eck                | 18./19. Jh.                                              | Baudenkmal Kleiner Satteldachbau |
|      |         | Mariä Himmelfahrt (Standort)                                | röm.-kath.   | Obersüßbach               | Freyung            | 1718                                                     | Baudenkmal Wallfahrtskapelle Barocke Saalkirche mit Putzgliederung, östlich vorgesetzter Turm mit Spitzhelm |
|      |         | Hofkapelle (Standort)                                       | röm.-kath.   | Obersüßbach               | Haslau             | 1885                                                     | Baudenkmal Kleiner Sichtziegelbau mit Dachreiter |
|      |         | Wegkapelle (Standort)                                       | röm.-kath.   | Obersüßbach               | Kolmöd             | 1865                                                     | Baudenkmal Kleiner Sichtziegelbau mit Steilsatteldach |
|      |         | St. Martin (Standort)                                       | röm.-kath.   | Obersüßbach               | Martinszell        | Ende 15. Jh., im Kern älter                              | Baudenkmal Saalkirche mit Putzgliederung, Langhaus im Kern romanisch, Chor spätgotisch, Gesamtanlage barock ausgebaut, Dachreiter mit Spitzhelm |
|      |         | St. Johannes der Täufer (Standort)                          | röm.-kath.   | Obersüßbach               | Niedersüßbach      | 2. Hälfte 15. Jh., im Kern älter                         | Baudenkmal Saalkirche, Langhaus im Kern romanisch, Chor spätgotisch, Gesamtanlage barock ausgebaut, Gliederung am Chor durch Dreieckstreben und abgesetzten Fries, südlicher Chorflankenturm mit Geschossgliederung, Blendbögen und Spitzhelm |
|      |         | St. Stephan und St. Laurentius (Standort)                   | röm.-kath.   | Obersüßbach               | Obermünchen        |                                                          | Baudenkmal Im Kern romanische Saalkirche, barock ausgebaut, Ostturm mit Geschossgliederung, Achteckaufsatz und Spitzhelm |
|      |         | St. Jakob (Standort)                                        | röm.-kath.   | Obersüßbach               | Obersüßbach        | 12./13. Jh., 15./16. Jh., 1880                           | Baudenkmal Pfarrkirche Im Kern romanische Chorturmkirche, spätgotisch ausgebaut, neugotisch erweitert durch Verlängerung nach Westen und Anbau zweier Seitenschiffe, Chorturm mit Geschossgliederung, Bogenfries und Spitzhelm über Dreiecksgiebeln |
|      |         | Wegkapelle (Standort)                                       | röm.-kath.   | Obersüßbach               | Obersüßbach        |                                                          | |
|      |         | Wegkapelle (Standort)                                       | röm.-kath.   | Obersüßbach               | Obersüßbach        | Ende 19. Jh.                                             | Baudenkmal Kleiner Sichtziegelbau mit Satteldach |
|      |         | St. Ulrich (Standort)                                       | röm.-kath.   | Obersüßbach               | Ulrichsried        |                                                          | Baudenkmal Spätgotische Saalkirche, barock ausgebaut, Westturm mit Achteckaufsatz und Kuppelhaube |
|      |         | Hofkapelle (Standort)                                       | röm.-kath.   | Pfeffenhausen             | Backlreuth         |                                                          | |
|      |         | St. Johannes der Täufer (Standort)                          | röm.-kath.   | Pfeffenhausen             | Baldershausen      | Mitte 15. Jh., 1764                                      | Baudenkmal Saalkirche mit eingezogenem Chor, Chor und Turm spätgotisch, Langhaus barock, Gliederung am Chor durch Dreieckslisenen und Dachfries, nördlicher Chorflankenturm mit Geschossgliederung und Spitzhelm |
|      |         | St. Ulrich (Standort)                                       | röm.-kath.   | Pfeffenhausen             | Ebenhausen         | 15. Jh.                                                  | Baudenkmal Spätgotische Saalkirche mit eingezogenem Chor, Gliederung durch Sockel und Kaffgesims, Dachreiter mit Spitzhelm |
|      |         | Marienkapelle (Standort)                                    | röm.-kath.   | Pfeffenhausen             | Eckhof             |                                                          | |
|      |         | Wegkapelle (Standort)                                       | röm.-kath.   | Pfeffenhausen             | Egg                | Mitte 19. Jh.                                            | Baudenkmal Kleiner Satteldachbau |
|      |         | Wegkapelle St. Jakobus (Standort)                           | röm.-kath.   | Pfeffenhausen             | Egg                | 1850                                                     | Baudenkmal Kleiner Satteldachbau |
|      |         | St. Nikolaus (Standort)                                     | röm.-kath.   | Pfeffenhausen             | Egglhausen         | 15. Jh.                                                  | Baudenkmal Spätgotische Saalkirche mit eingezogenem Chor, Gliederung am Langhaus durch neugotische Strebepfeiler, nördlicher Chorflankenturm mit Achteckaufsatz und Spitzhelm |
|      |         | St. Blasius (Standort)                                      | röm.-kath.   | Pfeffenhausen             | Eichstätt          | 2. Hälfte 15. Jh.                                        | Baudenkmal Spätgotischer Sichtziegelbau, Saalkirche mit eingezogenem Chor, Gliederung durch Dachfries, am Chor Dreieckslisenen, nördlicher Chorflankenturm mit Geschossgliederung, Achteckaufsatz und Spitzhelm |
|      |         | Feldkapelle (Standort)                                      | röm.-kath.   | Pfeffenhausen             | Holzhausen         | 18. Jh.                                                  | Baudenkmal Kleiner Satteldachbau mit Putzgliederung |
|      |         | St. Bartholomäus (Standort)                                 | röm.-kath.   | Pfeffenhausen             | Koppenwall         | Ende 15. Jh.                                             | Baudenkmal Spätgotische Saalkirche mit umlaufendem Dachfries, südlicher Chorflankenturm mit barockem Achteckaufsatz und Zwiebelkuppel |
|      |         | St. Korona (Standort)                                       | röm.-kath.   | Pfeffenhausen             | Koppenwall         | 2. Hälfte 15. Jh.                                        | Baudenkmal Spätgotischer Sichtziegelbau, Saalkirche mit eingezogenem Chor, Gliederung durch Dachfries, am Chor Dreieckslisenen, Westturm mit barockem Achteckaufsatz und Zwiebelkuppel |
|      |         | Waldkapelle (Standort)                                      | röm.-kath.   | Pfeffenhausen             | Langenwies         | 1. Hälfte 19. Jh.                                        | Baudenkmal Kleiner Satteldachbau, teilweise holzverkleidet |
|      |         | Dorfkapelle (Standort)                                      | röm.-kath.   | Pfeffenhausen             | Ludmannsdorf       | um 1900                                                  | Baudenkmal Kleiner Satteldachbau mit Dachreiter, Gliederung durch Lisenen und Putzbänder |
|      |         | St. Laurentius (Standort)                                   | röm.-kath.   | Pfeffenhausen             | Niederhornbach     | 1694                                                     | Baudenkmal Pfarrkirche Barocke Saalkirche mit Putzgliederung, nördlicher Chorflankenturm mit Geschossgliederung und Spitzhelm über Dreiecksgiebeln |
|      |         | St. Stephan (Standort)                                      | röm.-kath.   | Pfeffenhausen             | Oberhornbach       | Mitte 15. Jh.                                            | Baudenkmal Spätgotische Saalkirche, barock ausgebaut, nördlicher Chorflankenturm mit Geschossgliederung, Spitzbogenblenden und Spitzhelm über vier Dreiecksgiebeln |
|      |         | Pestkapelle (Standort)                                      | röm.-kath.   | Pfeffenhausen             | Oberlauterbach     | 17./18. Jh., 19. Jh.                                     | Baudenkmal Im Kern barocker Satteldachbau mit Pilastergliederung und Dachreiter, später verändert |
|      |         | Schlosskapelle (Standort)                                   | röm.-kath.   | Pfeffenhausen             | Oberlauterbach     | um 1740                                                  | Baudenkmal |
|      |         | Zu Unserer Lieben Frau (Standort)                           | röm.-kath.   | Pfeffenhausen             | Oberlauterbach     | um 1587, 1722, im Kern älter                             | Baudenkmal Barocke Saalkirche, Langhaus im Kern älter, Gliederung durch Lisenen und Putzbänder, Nordturm mit einfacher Geschossgliederung und Spitzhelm, Seitenkapelle (sog. Viehhausenkapelle) bereits um 1587 erbaut |
|      |         | Wegkapelle (Standort)                                       | röm.-kath.   | Pfeffenhausen             | Osterwind          | 1972                                                     | Kleiner Walmdachbau |
|      |         | Mariä Opferung (Standort)                                   | röm.-kath.   | Pfeffenhausen             | Pfaffendorf        | 15. Jh., 1718, 1739                                      | Baudenkmal Pfarrkirche Spätgotische Staffelhalle, barock ausgebaut, südliches Seitenschiff, Sakristei und Westempore barock, nördlicher Chorflankenturm mit Geschossgliederung und Spitzhelm |
|      |         | Marienkapelle (Standort)                                    | röm.-kath.   | Pfeffenhausen             | Pfeffenhausen      | 1993                                                     | Kleiner Satteldachbau |
|      |         | St. Martin (Standort)                                       | röm.-kath.   | Pfeffenhausen             | Pfeffenhausen      | 1887, im Kern älter                                      | Baudenkmal Pfarrkirche Neugotische Basilika, Turmunterbau spätgotisch, Gliederung durch Strebepfeiler, Sockel und Fries, nördlicher Chorflankenturm mit Geschossgliederung, Achteckaufsatz und Spitzhelm Einheitliche neugotische Ausstattung |
|      |         | Zu Unserer Lieben Frau (Standort)                           | röm.-kath.   | Pfeffenhausen             | Pfeffenhausen      | 1737                                                     | Baudenkmal Wallfahrtskapelle Saalkirche mit eingezogenem Chor im Rokoko-Stil, nach Westen ausgerichtet, Gliederung durch Lisenen und Putzbänder, östliche offene Vorhalle mit Arkadengang, nördlicher Chorflankenturm mit Achteckaufsatz und Kuppelhaube |
|      |         | Erhardsbrunnkapelle (Standort)                              | röm.-kath.   | Pfeffenhausen             | Rainertshausen     | 1835                                                     | Baudenkmal Kleiner Satteldachbau, Dachreiter mit Kuppelhaube |
|      |         | St. Erhard (Standort)                                       | röm.-kath.   | Pfeffenhausen             | Rainertshausen     | Ende 13. Jh., Anfang 18. Jh., 1767                       | Baudenkmal Pfarrkirche Nach Süden ausgerichtete Saalkirche, im Kern spätromanisch, barock ausgebaut, Turmerhöhung 1767, Gliederung durch Lisenen, abgesetzten Sockel und Bandfries, Ostturm mit Geschossgliederung, barockem Aufsatz und Kuppelhaube Qualitätvolle Ausstattung im Rokoko-Stil, großflächiges Deckenfresko aus den 1990er Jahren |
|      |         | St. Stephan (Standort)                                      | röm.-kath.   | Postau                    | Grießenbach        | 14. Jh.                                                  | Baudenkmal Gotische Saalkirche mit eingezogenem Chor, weitgehend ungegliedertes Äußeres, östlich vorgesetzter Turm mit Steilsatteldach wohl später angebaut |
|      |         | Schlosskapelle (Standort)                                   | röm.-kath.   | Postau                    | Hofberg            | um 1695                                                  | Baudenkmal |
|      |         | Hofkapelle St. Heinrich und St. Josef (Standort)            | röm.-kath.   | Postau                    | Irlsbrunn          | 1913                                                     | Baudenkmal Kleiner Holzbau mit Satteldach und Dachreiter |
|      |         | St. Sebastian (Standort)                                    | röm.-kath.   | Postau                    | Kirchthann         | Mitte 19. Jh.                                            | Kleine klassizistische Saalkirche, westlich vorgesetzter Turm mit Spitzhelm |
|      |         | St. Jakob (Standort)                                        | röm.-kath.   | Postau                    | Moosthann          | 1740                                                     | Baudenkmal Pfarrkirche Barocke Saalkirche mit eingezogenem Chor, Gliederung durch Putzbänder, am Chor Lisenen, nördlicher Chorflankenturm mit abgesetztem Oberbau und Spitzhelm |
|      |         | Mariä Verkündigung (Standort)                               | röm.-kath.   | Postau                    | Oberköllnbach      | 1721                                                     | Baudenkmal Barocke Saalkirche mit eingezogenem Chor, Gliederung durch Lisenen und Putzbänder, Westturm mit Geschossgliederung, abgesetztem Oberbau und Spitzhelm |
|      |         | Mariä Himmelfahrt (Standort)                                | röm.-kath.   | Postau                    | Postau             | 1492, um 1860                                            | Baudenkmal Im Kern spätgotische Saalkirche mit eingezogenem Chor, Langhaus neugotisch ausgebaut, Gliederung durch Strebepfeiler und Dachfries, nördlicher Chorflankenturm mit Achteckaufsatz und Spitzhelm |
|      |         | St. Quirin (Standort)                                       | röm.-kath.   | Postau                    | Unholzing          | 1. Hälfte 18. Jh.                                        | Baudenkmal Barocke Saalkirche mit eingezogenem Chor, Gliederung durch Lisenen und Putzbänder, südlicher Chorflankenturm mit Achteckaufsatz und Zwiebelkuppel |
|      |         | St. Nikolaus (Standort)                                     | röm.-kath.   | Postau                    | Unterköllnbach     | um 1700                                                  | Baudenkmal Barocke Saalkirche mit eingezogenem Chor, Gliederung durch Lisenen und Putzbänder, verschindelter Dachreiter mit Zwiebelkuppel |
|      |         | Wegkapelle (Standort)                                       | röm.-kath.   | Postau                    | Unterköllnbach     |                                                          | |
|      |         | Wegkapelle (Standort)                                       | röm.-kath.   | Rottenburg an der Laaber  | Eschenloh          |                                                          | |
|      |         | St. Ulrich (Standort)                                       | röm.-kath.   | Rottenburg an der Laaber  | Gisseltshausen     | 2. Hälfte 15. Jh., im Kern älter 1. Hälfte 18. Jh.       | Baudenkmal Saalkirche, Langhaus im Kern spätromanisch, Chor spätgotisch, Gesamtanlage barock ausgebaut, Gliederung am Chor durch Dreieckstreben und Friesband, nördlicher Chorflankenturm mit Geschossgliederung, Blendbögen, Achteckaufsatz und Spitzhelm |
|      |         | St. Martin (Standort)                                       | röm.-kath.   | Rottenburg an der Laaber  | Högldorf           | 1489, um 1720                                            | Baudenkmal Spätgotische Saalkirche mit eingezogenem Chor, barock ausgebaut, Gliederung durch Putzbänder, am Chor Dreieckslisenen, nördlicher Chorflankenturm mit Geschossgliederung, barockem Achteckaufsatz und Zwiebelkuppel |
|      |         | Mariä Lichtmess (Standort)                                  | röm.-kath.   | Rottenburg an der Laaber  | Inkofen            | 2. Hälfte 15. Jh., Mitte 17. Jh.                         | Baudenkmal Spätgotische Saalkirche, barock ausgebaut, Gliederung am Chor durch Dreieckslisenen und Dachfries, nördlicher Chorflankenturm mit Geschossgliederung, Blendbögen und Spitzhelm |
|      |         | Hl. Kreuz (Standort)                                        | röm.-kath.   | Rottenburg an der Laaber  | Kreuzthann         | 2. Hälfte 15. Jh., 17./18. Jh.                           | Baudenkmal Spätgotische Saalkirche mit eingezogenem Chor, Gliederung am Chor durch Dreieckslisenen und Dachfries, barocker Westturm mit abgesetztem Oberbau und Zwiebelkuppel Spätgotisches Netzrippengewölbe im Chor, spätgotische Steinkanzel |
|      |         | Lourdeskapelle (Standort)                                   | röm.-kath.   | Rottenburg an der Laaber  | Lurz               | 3. Viertel 19. Jh.                                       | Baudenkmal Kleiner neugotischer Sichtziegelbau mit Satteldach |
|      |         | St. Peter (Standort)                                        | röm.-kath.   | Rottenburg an der Laaber  | Münster            | Ende 13. Jh., um 1500, 1786                              | Baudenkmal Saalkirche, Langhaus und Turmunterbau spätromanisch, Chor und Turmoberbau spätgotisch, Langhaus barock erweitert, Gliederung durch Lisenen und Putzbänder, am Chor Strebepfeiler, südlicher Chorflankenturm mit Lisenengliederung, Achteckaufsatz und flacher Kuppelhaube |
|      |         | St. Peter und Paul (Standort)                               | röm.-kath.   | Rottenburg an der Laaber  | Niedereulenbach    | 15. Jh., im Kern älter, um 1720                          | Baudenkmal Saalkirche, Chor und Turmunterbau spätgotisch, Langhaus im Kern spätromanisch, Gesamtanlage um 1720 barock ausgebaut, Gliederung durch Lisenen und Putzbänder, südlicher Chorflankenturm mit abgesetztem Oberbau und Spitzhelm |
|      |         | Schlosskapelle (Standort)                                   | röm.-kath.   | Rottenburg an der Laaber  | Niederhatzkofen    | 1. Hälfte 18. Jh.                                        | Baudenkmal Innen Pilastergliederung und Tonnengewölbe mit Stichkappen |
|      |         | St. Margaretha (Standort)                                   | röm.-kath.   | Rottenburg an der Laaber  | Niederhatzkofen    | um 1500, 1. Hälfte 18. Jh.                               | Baudenkmal Saalkirche, Chor spätgotisch, barock ausgebaut, Langhaus und Turm barock, Gliederung durch Lisenen und Putzbänder, Südturm mit Achteckaufsatz und Spitzhelm Qualitätvolle Stuckierungen und Deckenfresken im Rokoko-Stil |
|      |         | St. Ursula (Standort)                                       | röm.-kath.   | Rottenburg an der Laaber  | Niederroning       | 1517                                                     | Baudenkmal Kleine spätgotische Saalkirche, barock ausgebaut, Gliederung durch Dachfries, am Chor Dreieckstreben, barocker Dachreiter mit Achteckaufsatz und Zwiebelkuppel |
|      |         | Mariä Himmelfahrt (Standort)                                | röm.-kath.   | Rottenburg an der Laaber  | Oberhatzkofen      | 1743, 1880                                               | Baudenkmal Pfarrkirche Saalkirche mit eingezogenem Chor im Rokoko-Stil, Gliederung durch Putzbänder und sog. Bassgeigenfenster, nördlich einspringender Chorturm einer frühgotischen Vorgängerkirche, Turmaufsatz barock, Spitzhelm neugotisch Frühgotische Fresken im Turmunterbau, qualitätvolle Stuckierung und Ausstattung im Rokoko-Stil, großflächiges neubarockes Deckenfresko im Kirchenschiff                                                                                   |
|      |         | St. Leonhard (Standort)                                     | röm.-kath.   | Rottenburg an der Laaber  | Oberotterbach      | 13. Jh., 15. Jh., Mitte 18. Jh.                          | Baudenkmal Wallfahrtskirche Barocke Saalkirche mit eingezogenem Chor, Turm im Kern spätromanisch, spätgotisch ausgebaut, Turm mit Geschossgliederung, Spitzbogenblenden und Spitzhelm Qualitätvolle Ausstattung im Rokoko-Stil |
|      |         | Mariä Himmelfahrt (Standort)                                | röm.-kath.   | Rottenburg an der Laaber  | Oberroning         | Ende 13. Jh., 1732, 1888                                 | Baudenkmal Barocke Saalkirche, 1888 nach Westen erweitert, Gliederung durch Lisenen und Putzbänder, östlich vorgesetzter Turm mit abgesetztem Oberbau und Zwiebelkuppel, Turmunterbau spätromanisch |
|      |         | Hofkapelle (Standort)                                       | röm.-kath.   | Rottenburg an der Laaber  | Obervorholzen      | 1852                                                     | Baudenkmal Kleiner Satteldachbau |
|      |         | St. Josef (Standort)                                        | röm.-kath.   | Rottenburg an der Laaber  | Pattendorf         | 1886                                                     | Baudenkmal Neuromanische Saalkirche mit eingezogenem Chor, Westturm mit Geschossgliederung und Spitzhelm Barocker Hochaltar mit Altarblatt und Figuren im Rokoko-Stil, neubarocke Fresken im Chor |
|      |         | St. Walburga (Standort)                                     | röm.-kath.   | Rottenburg an der Laaber  | Pattendorf         | 2. Hälfte 13. Jh., Ende 15. Jh., Mitte 18. Jh.           | Baudenkmal Saalkirche, Langhaus spätromanisch, Chor spätgotisch, Gesamtanlage barock ausgebaut, Gliederung durch Putzbänder, am Chor Dreieckslisenen, Westturm mit abgesetztem Oberbau und Zwiebelkuppel |
|      |         | St. Michael (Standort)                                      | röm.-kath.   | Rottenburg an der Laaber  | Ramersdorf         | 14. Jh., 18. Jh.                                         | Baudenkmal Kleiner gotische Saalkirche, barock ausgebaut, weitgehend ungegliedertes Äußeres, Dachreiter mit Zwiebelkuppel |
|      |         | Hofkapelle St. Sebastian (Standort)                         | röm.-kath.   | Rottenburg an der Laaber  | Ried               | 1864                                                     | Baudenkmal Kleiner neugotischer Satteldachbau mit Putzgliederung, Dachreiter mit Spitzhelm |
|      |         | Dreieinigkeitskirche (Standort)                             | ev.-luth.    | Rottenburg an der Laaber  | Rottenburg         |                                                          | Pfarrkirche |
|      |         | Seelenkapelle (Standort)                                    | röm.-kath.   | Rottenburg an der Laaber  | Rottenburg         | Anfang 20. Jh.                                           | Baudenkmal Walmdachbau mit Spitzbogenarkaden, runder Dachreiter mit Zwiebelkuppel |
|      |         | St. Georg (Standort)                                        | röm.-kath.   | Rottenburg an der Laaber  | Rottenburg         | 1869                                                     | Baudenkmal Pfarrkirche Neugotischer Sichtziegelbau, Staffelhalle mit eingezogenem Chor, Gliederung durch Strebepfeiler und Sockel, am Chor Dachfries, nördlicher Chorflankenturm mit Geschossgliederung und Spitzhelm |
|      |         | Wegkapelle (Standort)                                       | röm.-kath.   | Rottenburg an der Laaber  | Rottenburg         | um 1700, 1922                                            | Baudenkmal Kleiner Satteldachbau mit einfachem barockem Ziergiebel und Figurennische, 1922 als Kriegergedächtniskapelle eingerichtet |
|      |         | St. Nikolaus (Standort)                                     | röm.-kath.   | Rottenburg an der Laaber  | Schaltdorf         | 1757                                                     | Baudenkmal Saalkirche mit eingezogenem Chor im Rokoko-Stil, Gliederung durch Lisenen und Putzbänder, Westturm mit abgesetztem Oberbau und Zwiebelkuppel |
|      |         | St. Johannes der Täufer (Standort)                          | röm.-kath.   | Rottenburg an der Laaber  | Stein              | 15. Jh., im Kern älter                                   | Baudenkmal Spätgotische Saalkirche, Langhaus im Kern romanisch, Gliederung durch umlaufenden Sockel, am Chor Dreieckslisenen und Kaffgesims, schindelverkleideter Dachreiter mit schindelgedeckter Zwiebelkuppel |
|      |         | St. Thomas (Standort)                                       | röm.-kath.   | Rottenburg an der Laaber  | Thomaszell         | 18. Jh.                                                  | Baudenkmal Kleine barocke Saalkirche mit eingezogenem Chor, Gliederung durch Lisenen und Putzbänder, Westturm mit abgesetztem Oberbau und Zwiebelkuppel |
|      |         | St. Stephan (Standort)                                      | röm.-kath.   | Rottenburg an der Laaber  | Unterbuch          | 15. Jh., 18. Jh.                                         | Baudenkmal Kleine spätgotische Saalkirche mit eingezogenem Chor, barock ausgebaut, weitgehend ungegliedertes Äußeres, am Chor Dreieckstreben, südlicher Chorflankenturm mit Achteckaufsatz und Spitzhelm |
|      |         | St. Peter und Paul (Standort)                               | röm.-kath.   | Rottenburg an der Laaber  | Unterlauterbach    | 15. Jh., Mitte 18. Jh.                                   | Baudenkmal Spätgotische Saalkirche mit eingezogenem Chor, barock ausgebaut, Gliederung am Chor durch Dreieckslisenen und Dachfries, nördlicher Chorflankenturm mit Geschossgliederung, Blendbögen und Spitzhelm |
|      |         | St. Jakobus der Ältere (Standort)                           | röm.-kath.   | Rottenburg an der Laaber  | Unterotterbach     | Ende 15. Jh.                                             | Baudenkmal Spätgotische Saalkirche mit eingezogenem Chor, Langhaus später verändert, Gliederung am Chor durch Dreieckslisenen, Sockel- und Friesband, schindelverkleideter Dachreiter mit schindelgedeckter Zwiebelkuppel |
|      |         | St. Bartholomäus (Standort)                                 | röm.-kath.   | Schalkham                 | Eggenpoint         | 13. Jh.                                                  | Baudenkmal Spätromanische Saalkirche mit eingezogenem Chor, barock ausgebaut, Gliederung durch Sockel und Deutsches Band, Dachreiter mit Spitzhelm |
|      |         | Dorfkapelle (Standort)                                      | röm.-kath.   | Schalkham                 | Guntersdorf        | 19. Jh.                                                  | Baudenkmal Kleiner neugotischer Satteldachbau mit Ziergiebel und Putzgliederung |
|      |         | Hofkapelle (Standort)                                       | röm.-kath.   | Schalkham                 | Höfengrub          | 1889                                                     | Baudenkmal Kleiner Backsteinbau mit Satteldach |
|      |         | Hofkapelle (Standort)                                       | röm.-kath.   | Schalkham                 | Hungerham          | 19. Jh.                                                  | Baudenkmal Kleiner neugotischer Bau mit Steilsatteldach und Putzgliederung |
|      |         | Maria Immaculata (Standort)                                 | röm.-kath.   | Schalkham                 | Johannesbrunn      | 1865                                                     | Baudenkmal Pfarrkirche Neugotische Saalkirche, Gliederung durch Strebepfeiler und Fries, Westturm mit Spitzhelm |
|      |         | St. Rupert (Standort)                                       | röm.-kath.   | Schalkham                 | Leberskirchen      | 2. Hälfte 15. Jh., im Kern älter                         | Baudenkmal Spätgotische Saalkirche, Langhaus im Kern romanisch, südlicher Chorflankenturm mit Achteckaufsatz und Spitzhelm |
|      |         | St. Wolfgang (Standort)                                     | röm.-kath.   | Schalkham                 | Möllersdorf        | 15. Jh.                                                  | Baudenkmal Spätgotische Saalkirche, Langhaus barock, Gliederung durch Dachfries, am Chor Dreieckstreben, Dachreiter mit Satteldach |
|      |         | Feldkapelle (Standort)                                      | röm.-kath.   | Schalkham                 | Möllersdorf        | 19. Jh.                                                  | Baudenkmal Kleiner neugotischer Satteldachbau mit Putzgliederung |
|      |         | Hofkapelle (Standort)                                       | röm.-kath.   | Schalkham                 | Rabiswimm          |                                                          | Kleiner Satteldachbau |
|      |         | Wegkapelle (Standort)                                       | röm.-kath.   | Schalkham                 | Schalkham          | 19. Jh.                                                  | Baudenkmal Kleiner Satteldachbau |
|      |         | St. Michael (Standort)                                      | röm.-kath.   | Schalkham                 | Westerskirchen     | 17. Jh., um 1700                                         | Baudenkmal Barocke Saalkirche mit eingezogenem Chor, ursprünglicher Turm um 1700 durch Dachreiter ersetzt, heutiger Turm später, Turm mit Lisenen, Putzbändern und Spitzhelm |
|      |         | Hofkapelle (Standort)                                       | röm.-kath.   | Tiefenbach                | Appersdorf         |                                                          | |
|      |         | Jakobuskirche (Standort)                                    | ev.-luth.    | Tiefenbach                | Ast                |                                                          | |
|      |         | St. Georg (Standort)                                        | röm.-kath.   | Tiefenbach                | Ast                | Mitte 15. Jh., 1877                                      | Baudenkmal Pfarrkirche Neugotische Saalkirche mit eingezogenem Chor, Gliederung durch Strebepfeiler und umlaufenden Dachfries, spätgotischer Chorflankenturm mit Spitzbogenblenden und Spitzhelm |
|      |         | Pestkapelle (Standort)                                      | röm.-kath.   | Tiefenbach                | Ehrnsdorf          | 19. Jh.                                                  | Baudenkmal Kleiner Satteldachbau |
|      |         | St. Peter (Standort)                                        | röm.-kath.   | Tiefenbach                | Heidenkam          | 12./13. Jh.                                              | Baudenkmal Spätromanische Saalkirche mit Apsis, verschindelter Dachreiter mit Spitzhelm |
|      |         | Lourdeskapelle (Standort)                                   | röm.-kath.   | Tiefenbach                | Oberbachham        | 1891                                                     | Baudenkmal Kleiner Satteldachbau |
|      |         | Waldkapelle Maria Waldrast (Standort)                       | röm.-kath.   | Tiefenbach                | Schloßberg         |                                                          | |
|      |         | St. Ulrich (Standort)                                       | röm.-kath.   | Tiefenbach                | Tiefenbach         | Mitte 15. Jh.                                            | Baudenkmal Spätgotische Saalkirche, barock ausgebaut, nördlicher Chorflankenturm mit Satteldach und Zinnengiebel |
|      |         | St. Dionysius (Standort)                                    | röm.-kath.   | Tiefenbach                | Untergolding       | um 1200                                                  | Baudenkmal Im Kern romanische Chorturmkirche, gotisch und barock ausgebaut, Turm mit Zwiebelhaube |
|      |         | St. Michael (Standort)                                      | röm.-kath.   | Tiefenbach                | Zweikirchen        | 2. Hälfte 15. Jh., 17./18. Jh., 1868                     | Baudenkmal Pfarrkirche Saalkirche, Chor und Turm spätgotisch, Langhaus barock, Gesamtanlage regotisiert, nördlicher Chorflankenturm mit Satteldach |
|      |         | St. Laurentius (Standort)                                   | röm.-kath.   | Velden                    | Alteberspoint      | 2. Hälfte 15. Jh.                                        | Baudenkmal Kleine spätgotische Saalkirche, teilweise barock verändert, Dachreiter mit Kuppelhaube |
|      |         | Feldkapelle (Standort)                                      | röm.-kath.   | Velden                    | Asching            | 1811                                                     | Baudenkmal Kleiner Satteldachbau mit einfacher Putzgliederung |
|      |         | St. Andreas (Standort)                                      | röm.-kath.   | Velden                    | Eberspoint         | um 1700                                                  | Baudenkmal Pfarrkirche Barocke Saalkirche mit einfacher Putzgliederung, nach Norden ausgerichtet, südlich vorgesetzter Turm mit Spitzhelm |
|      |         | Marienkapelle (Standort)                                    | röm.-kath.   | Velden                    | Eberspoint         | 18. Jh.                                                  | Baudenkmal Kleiner Satteldachbau |
|      |         | St. Leonhard (Standort)                                     | röm.-kath.   | Velden                    | Erlach             | 2. Hälfte 15. Jh., 1872                                  | Baudenkmal Spätgotische Wandpfeilerkirche, Saalkirche, Gliederung durch umlaufenden profilierten Sockel und Dachfries, am Chor Dreieckstreben, Nordturm mit Geschossgliederung und neugotischem Spitzhelm |
|      |         | Hofkapelle (Standort)                                       | röm.-kath.   | Velden                    | Herrneck           | Ende 19. Jh.                                             | Baudenkmal Kleiner neugotischer Satteldachbau |
|      |         | Wegkapelle (Standort)                                       | röm.-kath.   | Velden                    | Hirschhof          | 1900                                                     | Baudenkmal Kleiner neugotischer Satteldachbau mit einfacher Putzgliederung |
|      |         | Marienkapelle (Standort)                                    | röm.-kath.   | Velden                    | Hofbruck           | 1862                                                     | Baudenkmal Kleiner Satteldachbau mit Dachreiter |
|      |         | St. Lambert (Standort)                                      | röm.-kath.   | Velden                    | Kleinvelden        | um 1500                                                  | Baudenkmal Spätgotische Saalkirche, Gliederung durch umlaufenden Sockel und Dachfries, Westturm mit Geschossgliederung und Satteldach |
|      |         | Hl. Dreifaltigkeit (Standort)                               | röm.-kath.   | Velden                    | Kreuz              | um 1500                                                  | Baudenkmal Spätgotischer Sichtziegelbau, Turm verputzt, Saalkirche, Gliederung durch umlaufenden Sockel, am Chor Dachfries, Westturm mit Geschossgliederung sowie neugotischem Oberbau und Spitzhelm |
|      |         | Mariä Himmelfahrt (Standort)                                | röm.-kath.   | Velden                    | Mariaberg          | 2. Hälfte 15. Jh., um 1670                               | Baudenkmal Spätgotische Wandpfeilerkirche, Saalkirche mit Lisenengliederung, barock ausgebaut, nördlicher Chorflankenturm mit Achteckaufsatz und Zwiebelhaube |
|      |         | Feldkapelle (Standort)                                      | röm.-kath.   | Velden                    | Raffelberg         | 1. Hälfte 19. Jh.                                        | Baudenkmal Kleiner Satteldachbau |
|      |         | St. Rupert (Standort)                                       | röm.-kath.   | Velden                    | Ruprechtsberg      | 2. Hälfte 15. Jh., im Kern älter, 1727, 1740             | Baudenkmal Ehem. Pfarrkirche Spätgotische Wandpfeilerkirche, Turm und Langhaus im Kern älter, barocke Erweiterung durch Anbau eines Seitenschiffs, nördlicher Chorflankenturm mit barocker Kuppelhaube |
|      |         | St. Andreas (Standort)                                      | röm.-kath.   | Velden                    | Schlegelsreit      | 15. Jh.                                                  | Baudenkmal Spätgotische Saalkirche mit eingezogenem Chor, Westturm mit Achteckaufsatz und Spitzhelm |
|      |         | St. Ulrich (Standort)                                       | röm.-kath.   | Velden                    | Untervilslern      | 13. Jh., 1754                                            | Baudenkmal Pfarrkirche Spätromanische Chorturmkirche, Langhaus barock ausgebaut und erweitert, Turm mit Satteldach und Zinnengiebel |
|      |         | Andreaskirche (Standort)                                    | ev.-luth.    | Velden                    | Velden             |                                                          | |
|      |         | St. Peter (Standort)                                        | röm.-kath.   | Velden                    | Velden             | 2. Hälfte 15. Jh., um 1850/60                            | Baudenkmal Pfarrkirche Spätgotische Staffelhalle, barock ausgebaut, regotisiert, Gliederung durch Strebepfeiler, am Chor Frieszone, Westturm mit Geschossgliederung, Achteckaufsatz und Spitzhelm |
|      |         | Wegkapelle (Standort)                                       | röm.-kath.   | Velden                    | Velden             | 2. Hälfte 19. Jh.                                        | Baudenkmal Kleiner neugotischer Satteldachbau |
|      |         | Wegkapelle (Standort)                                       | röm.-kath.   | Velden                    | Velden             | 1881                                                     | Baudenkmal Kleiner Satteldachbau mit Putzgliederung und Dachreiter |
|      |         | St. Erasmus (Standort)                                      | röm.-kath.   | Velden                    | Vilssöhl           | 14./15. Jh., 1773                                        | Baudenkmal Spätgotische Saalkirche mit eingezogenem Chor, Gliederung am Langhaus durch Ecklisenen, barocker Dachreiter mit Spitzhelm |
|      |         | Wegkapelle (Standort)                                       | röm.-kath.   | Vilsbiburg                | Dasching           | 1949                                                     | Baudenkmal Kleiner Satteldachbau mit Bildnische und einfacher Putzgliederung |
|      |         | Mariä Himmelfahrt (Standort)                                | röm.-kath.   | Vilsbiburg                | Frauenhaarbach     | 12./13. Jh., 2. Hälfte 15. Jh., 1974                     | Baudenkmal Saalkirche, Langhaus im Kern spätromanisch, spätgotisch ausgebaut, 1974 nach Einsturz wiederaufgebaut, Chor und Turm spätgotisch, Gliederung durch Dreieckslisenen und Dachfries, südlicher Chorflankenturm mi Geschossgliederung und Satteldach |
|      |         | Mariä Heimsuchung (Standort)                                | röm.-kath.   | Vilsbiburg                | Frauensattling     | 2. Hälfte 15. Jh.                                        | Baudenkmal Spätgotische Saalkirche, Gliederung am Chor durch abgesetzte Strebepfeiler, nördlicher Chorflankenturm mit Geschossgliederung, Blendbögen und Satteldach |
|      |         | St. Peter (Standort)                                        | röm.-kath.   | Vilsbiburg                | Gaindorf           | 15. Jh., 1892                                            | Baudenkmal Pfarrkirche Spätgotische Saalkirche, neugotisch erweitert, Gliederung am Chor durch Strebepfeiler, Dachfries und Sockel, südlicher Chorflankenturm mit Geschossgliederung und Spitzhelm |
|      |         | St. Georg (Standort)                                        | röm.-kath.   | Vilsbiburg                | Geiselsdorf        | 1868                                                     | Baudenkmal Neuromanischer Sichtziegelbau, Saalkirche, Gliederung durch Lisenen und Friesband, Westturm mit Achteckaufsatz und Spitzhelm |
|      |         | St. Michael (Standort)                                      | röm.-kath.   | Vilsbiburg                | Giersdorf          | 1714, 1869                                               | Baudenkmal Barocke Saalkirche mit Putzgliederung, später ausgebaut, Westturm mit Geschossgliederung, Achteckaufsatz und Zwiebelkuppel |
|      |         | Feldkapelle (Standort)                                      | röm.-kath.   | Vilsbiburg                | Grub               |                                                          | |
|      |         | St. Michael (Standort)                                      | röm.-kath.   | Vilsbiburg                | Haarbach           | 1510                                                     | Baudenkmal Ehem. Schlosskapelle Spätgotische Saalkirche, Seitenkapellen später angebaut, westlich vorgesetzter Turm mit Geschossgliederung, Blendbögen, Treppengiebel und Satteldach |
|      |         | St. Nikolaus (Standort)                                     | röm.-kath.   | Vilsbiburg                | Herrnfelden        | um 1480, 1768                                            | Baudenkmal Spätgotische Saalkirche mit eingezogenem Chor, Gliederung am Chor durch Dreieckstreben, südlicher Chorflankenturm mit barockem Oberbau und Zwiebelhaube |
|      |         | St. Johann Baptist (Standort)                               | röm.-kath.   | Vilsbiburg                | Johanneskirchen    | 1489                                                     | Baudenkmal Spätgotischer Sichtziegelbau, Saalkirche, Gliederung durch abgesetzte Strebepfeiler, Westturm mit Geschossgliederung und barocker Zwiebelhaube |
|      |         | St. Stephan (Standort)                                      | röm.-kath.   | Vilsbiburg                | Kirchstetten       | 12./13. Jh., um 1500                                     | Baudenkmal Saalkirche, Sichtziegelbau, Langhaus im Kern romanisch, Chor, Sakristei und Gewölbe spätgotisch, Gliederung am Langhaus durch Deutsches Band, südliches romanisches Rundbogenportal, heute vermauert, Dachreiter mit Satteldach |
|      |         | Feldkapelle (Standort)                                      | Vilsbiburg   | Kleinmaulberg             | 2. Hälfte 19. Jh.  | Baudenkmal                                               | |
|      |         | Wegkapelle (Standort)                                       | röm.-kath.   | Vilsbiburg                | Lofeneck           | 18./19. Jh.                                              | Baudenkmal Kleiner spätbarocker Satteldachbau mit Dachreiter |
|      |         | St. Vitus (Standort)                                        | röm.-kath.   | Vilsbiburg                | Motting            | 2. Viertel 13. Jh.                                       | Baudenkmal Spätromanischer Sichtziegelbau, Saalkirche mit eingezogenem Kastenchor, Gliederung durch Ecklisenen, am Chor Rundbogenfries, Dachreiter mit Satteldach |
|      |         | St. Ulrich und Margaretha (Standort)                        | röm.-kath.   | Vilsbiburg                | Oberenglberg       | 12./13. Jh., um 1480                                     | Baudenkmal Saalkirche, Langhaus im Kern romanisch, spätgotisch ausgebaut, Chor und Turm spätgotisch, Gliederung durch Sockel und Dachfries, verjüngender Westturm mit Geschossgliederung, Achteckaufsatz und Kuppelhaube |
|      |         | St. Johannes Baptist und St. Johannes Evangelist (Standort) | röm.-kath.   | Vilsbiburg                | Seyboldsdorf       | 2. Hälfte 15. Jh., um 1500, 1865, 1912                   | Baudenkmal Pfarrkirche Spätgotische Saalkirche mit angebautem Seitenschiff, Turmaufsatz neugotisch, Langhaus neugotisch erweitert, Gliederung am Chor durch Strebepfeiler und Dachfries, Westturm mit Geschossgliederung, Blendbögen, Achteckaufsatz und Spitzhelm |
|      |         | St. Stephan (Standort)                                      | röm.-kath.   | Vilsbiburg                | Solling            | 1497                                                     | Baudenkmal Kleine spätgotische Staffelhalle, Gliederung durch Sockel und Dachfries, nördlicher Chorflankenturm mit Spitzhelm |
|      |         | St. Martin (Standort)                                       | röm.-kath.   | Vilsbiburg                | Tattendorf         | 2. Hälfte 15. Jh., im Kern älter                         | Baudenkmal Spätgotische Saalkirche, Gliederung am Chor durch Dreieckstreben und Dachfries, südlicher Chorflankenturm mit Spitzhelm |
|      |         | Wegkapelle (Standort)                                       | röm.-kath.   | Vilsbiburg                | Thalham            | 1845                                                     | Baudenkmal Kleiner Satteldachbau mit Putzgliederung |
|      |         | Christuskirche (Standort)                                   | ev.-luth.    | Vilsbiburg                | Vilsbiburg         |                                                          | Pfarrkirche Moderne Hallenkirche, nach Süden ausgerichtet, freistehender Turm mit Geschossgliederung |
|      |         | Maria Hilf (Standort)                                       | röm.-kath.   | Vilsbiburg                | Vilsbiburg         | 1836, 1870, 1874, um 1885, 1898                          | Baudenkmal Wallfahrtskirche Neuromanische Basilika, nach Süden ausgerichtet im 19. Jh. mehrmals erweitert, Gliederung durch Lisenen und Putzbänder, Nordtürme mit Geschossgliederung und Spitzhelm |
|      |         | Mariä Himmelfahrt (Standort)                                | röm.-kath.   | Vilsbiburg                | Vilsbiburg         | 1. Hälfte 15. Jh., 2. Hälfte 17. Jh., 3. Viertel 19. Jh. | Baudenkmal Pfarrkirche Spätgotische Staffelhalle, Sichtziegelbau, barock ausgebaut, regotisiert, Gliederung durch abgesetzte Strebepfeiler, am Chor Dachfries mit gemaltem Maßwerk, Westturm mit barocker Zwiebelhaube |
|      |         | Spitalkirche Hl. Dreifaltigkeit (Standort)                  | röm.-kath.   | Vilsbiburg                | Vilsbiburg         | um 1400                                                  | Baudenkmal Spätgotische Saalkirche mit eingezogenem Chor und Eckturm Spätgotisches Rippengewölbe |
|      |         | St. Joseph (Standort)                                       | röm.-kath.   | Vilsbiburg                | Vilsbiburg         | 1904                                                     | Baudenkmal Hauskapelle des Karmelitinnenklosters Satteldachbau mit Pfeilergliederung und Dachreiter |
|      |         | St. Georg und Martin (Standort)                             | röm.-kath.   | Vilsbiburg                | Wolferding         | 1498                                                     | Baudenkmal Spätgotische Saalkirche, Südturm mit Geschossgliederung und Satteldach |
|      |         | Feldkapelle (Standort)                                      | röm.-kath.   | Vilsbiburg                | Zeiling            | 1. Hälfte 19. Jh.                                        | Baudenkmal Kleiner Satteldachbau mit Durchgang |
|      |         | Wegkapelle (Standort)                                       | röm.-kath.   | Vilsbiburg                | Zeiling            | Anfang 19. Jh.                                           | Baudenkmal |
|      |         | St. Nikolaus (Standort)                                     | röm.-kath.   | Vilsheim                  | Altenburg          | 1870, im Kern älter                                      | Baudenkmal Kleine Saalkirche mit eingezogenem Chor, im Kern gotisch, barock ausgebaut, regotisiert, westlich vorgesetzter Turm mit Zwiebelhaube |
|      |         | St. Mauritius (Standort)                                    | röm.-kath.   | Vilsheim                  | Gessendorf         | Ende 15. Jh., im Kern älter                              | Baudenkmal Spätgotische Saalkirche mit romanischer Apsis, Gliederung durch Strebepfeiler und Mittelstreben, Westturm mit Geschossgliederung, Spitzbogenblenden, Schwalbenschwanzzinnen und Satteldach |
|      |         | Mariä Namen (Standort)                                      | röm.-kath.   | Vilsheim                  | Gundihausen        | 2. Hälfte 15. Jh.                                        | Baudenkmal Pfarrkirche Spätgotische Staffelhalle, Fenster barock verändert, Gliederung durch Dachfries und umlaufenden Sockel, am Chor Dreieckstreben und Kaffgesims, Westturm mit Geschossgliederung, Blendbögen, Eckzinnen und verschindeltem Spitzhelm |
|      |         | Schlosskapelle St. Joseph (Standort)                        | röm.-kath.   | Vilsheim                  | Kapfing            | 1721                                                     | Baudenkmal |
|      |         | St. Leonhard (Standort)                                     | röm.-kath.   | Vilsheim                  | Kemoden            | 1707                                                     | Baudenkmal Barocke Saalkirche, Gliederung durch Lisenen und umlaufendes Gesims, westlich vorgesetzter Turm mit Geschossgliederung und Kuppelhaube |
|      |         | Mariä Opferung (Standort)                                   | röm.-kath.   | Vilsheim                  | Münchsdorf         | 1704, 1818                                               | Baudenkmal Barocke Dreikonchenkirche, 1818 nach Brand in teilweise vereinfachter Form wiederaufgebaut, westlich vorgesetzter Turm mit Geschoss- und Putzgliederung sowie Spitzhelm |
|      |         | St. Georg (Standort)                                        | röm.-kath.   | Vilsheim                  | Reichersdorf       | 1750                                                     | Baudenkmal Saalkirche mit eingezogenem Chor im Rokoko-Stil, Gliederung durch Lisenen, Sockel und Putzdekor, Westturm mit Geschossgliederung und Spitzhelm |
|      |         | St. Kastulus (Standort)                                     | röm.-kath.   | Vilsheim                  | Vilsheim           | Mitte 15. Jh., um 1730, 1862, 1893                       | Baudenkmal Pfarrkirche Spätgotischer Sichtziegelbau mit eingezogenem Chor, Saalkirche, barock ausgebaut, neugotisch erweitert und regotisiert, Gliederung am Chor durch Dreieckslisenen, am Langhaus durch Strebepfeiler, südlicher Chorflankenturm mit Geschossgliederung, Spitzbogenblenden und Spitzhelm |
|      |         | Dorfkapelle (Standort)                                      | röm.-kath.   | Weihmichl                 | Edenland           | 19. Jh.                                                  | Baudenkmal Klassizistischer Satteldachbau mit Dachreiter |
|      |         | Feldkapelle (Standort)                                      | röm.-kath.   | Weihmichl                 | Edenland           | 2. Viertel 19. Jh.                                       | Baudenkmal Kleiner Satteldachbau mit klassizistischer Putzgliederung |
|      |         | St. Peter und Paul (Standort)                               | röm.-kath.   | Weihmichl                 | Oberneuhausen      | 2. Hälfte 15. Jh., im Kern älter                         | Baudenkmal Saalkirche, Langhaus romanisch, Chor spätgotisch, Gliederung durch Strebepfeiler und Putzbänder, südlicher Chorflankenturm mit Geschossgliederung, Blendbögen, Achteckaufsatz und Spitzhelm |
|      |         | Dorfkapelle St. Sebastian (Standort)                        | röm.-kath.   | Weihmichl                 | Stollnried         | Mitte 19. Jh.                                            | Baudenkmal Kleiner Satteldachbau mit einfacher Putzgliederung |
|      |         | Mariä Himmelfahrt (Standort)                                | röm.-kath.   | Weihmichl                 | Stollnried         | Anfang 14. Jh., 1847, 1896                               | Baudenkmal Wallfahrtskirche Im Kern gotische Saalkirche mit eingezogenem Chor, im 19. Jh. erweitert, südlicher Chorflankenturm mit einfacher Geschossgliederung und Spitzhelm |
|      |         | Algram-Kapelle (Standort)                                   | röm.-kath.   | Weihmichl                 | Unterneuhausen     | Ende 19. Jh.                                             | Baudenkmal Neugotischer Sichtziegelbau mit Satteldach, Nordturm mit Achteckaufsatz und Spitzhelm |
|      |         | Gruft-Kapelle (Standort)                                    | röm.-kath.   | Weihmichl                 | Unterneuhausen     | Ende 19. Jh.                                             | Baudenkmal Friedhofskapelle Neugotischer Sichtziegelbau mit Dachreiter, Gliederung durch Rundbogenfries |
|      |         | St. Laurentius (Standort)                                   | röm.-kath.   | Weihmichl                 | Unterneuhausen     | 1741                                                     | Baudenkmal Pfarrkirche Barocke Saalkirche mit eingezogenem Chor, Gliederung durch Lisenen, abgesetzten Sockel und Fries, Westturm mit Achteckaufsatz und Zwiebelhaube Qualitätvolle Ausstattung im Rokoko-Stil |
|      |         | St. Willibald (Standort)                                    | röm.-kath.   | Weihmichl                 | Weihmichl          | um 1730                                                  | Baudenkmal Pfarrkirche Barocke Saalkirche mit eingezogenem Chor und Lisenengliederung, Turm im Kern spätgotisch, südlicher Chorflankenturm mit Geschossgliederung, Achteckaufsatz und Spitzhelm |
|      |         | Hofkapelle (Standort)                                       | röm.-kath.   | Weihmichl                 | Wochesland         | 1884                                                     | Baudenkmal Neugotischer Satteldachbau, Gliederung durch Lisenen und Putzbänder, Dachreiter mit Spitzhelm |
|      |         | St. Peter (Standort)                                        | röm.-kath.   | Weng                      | Hinzlbach          | 19. Jh.                                                  | Baudenkmal Klassizistische Saalkirche, Westturm mit Spitzhelm |
|      |         | St. Barbara (Standort)                                      | röm.-kath.   | Weng                      | Hörmannsdorf       | Mitte 15. Jh., 1695                                      | Baudenkmal Spätgotische Saalkirche, barock ausgebaut, Gliederung am Chor durch Dreieckstreben und Dachfries, Westturm mit Geschossgliederung und Zwiebelkuppel |
|      |         | Dorfkapelle (Standort)                                      | röm.-kath.   | Weng                      | Hösacker           | 2. Hälfte 19. Jh.                                        | Baudenkmal Neugotischer Sichtziegelbau mit Satteldach, Dachreiter mit Spitzhelm |
|      |         | St. Leonhard (Standort)                                     | röm.-kath.   | Weng                      | Moosberg           | um 1700                                                  | Baudenkmal Schlichte barocke Saalkirche, Westturm mit Geschossgliederung und kurzem Spitzhelm |
|      |         | St. Vitus (Standort)                                        | röm.-kath.   | Weng                      | Veitsbuch          | 1724                                                     | Baudenkmal Pfarrkirche Barocke Saalkirche mit Lisenengliederung, nach Norden ausgerichtet, Südturm mit Achteckaufsatz und Kuppelhaube |
|      |         | Mariä Himmelfahrt (Standort)                                | röm.-kath.   | Weng                      | Weng               | 1477                                                     | Baudenkmal Im Kern spätgotische Saalkirche mit eingezogenem Chor und Lisenengliederung, barock und neugotisch ausgebaut, nördlicher Chorflankenturm mit Blendbögen, Achteckaufsatz und erneuertem Spitzhelm |
|      |         | St. Laurentius (Standort)                                   | röm.-kath.   | Wörth an der Isar         | Wörth              | Ende 17. Jh., im Kern älter, 1938                        | Baudenkmal Pfarr- und Wallfahrtskirche Im Kern romanische Saalkirche mit Westchor, Teile der Langhausmauern in barocken Erweiterungsbau übernommen, nach Norden als Wandpfeilerkirche modern erweitert, Südturm mit barocker Geschoss- und Putzgliederung sowie Spitzhelm |
|      |         | Feldkapelle (Standort)                                      | röm.-kath.   | Wurmsham                  | Eglsreit           | 19./20. Jh.                                              | Baudenkmal Kleiner Satteldachbau mit Bildnische |
|      |         | St. Johannes der Täufer (Standort)                          | röm.-kath.   | Wurmsham                  | Gifthal            | Ende 15. Jh.                                             | Baudenkmal Spätgotischer Sichtziegelbau, Saalkirche mit eingezogenem Chor, westlich vorgesetzter Turm mit Satteldach |
|      |         | Wegkapelle (Standort)                                       | röm.-kath.   | Wurmsham                  | Harham             | Mitte 19. Jh.                                            | Baudenkmal Kleiner Satteldachbau |
|      |         | Feldkapelle (Standort)                                      | röm.-kath.   | Wurmsham                  | Müllerthann        | 2. Viertel 19. Jh.                                       | Baudenkmal Kleiner Backsteinbau mit Schweifgiebel |
|      |         | St. Georg (Standort)                                        | röm.-kath.   | Wurmsham                  | Münster            | Ende 15. Jh.                                             | Baudenkmal Spätgotische Saalkirche mit eingezogenem Chor, Gliederung am Chor durch Kaffgesims, westlich vorgesetzter Turm mit steilem Treppengiebel |
|      |         | Wegkapelle (Standort)                                       | röm.-kath.   | Wurmsham                  | Neualting          | 1906                                                     | Baudenkmal Kleiner Backsteinbau mit Satteldach |
|      |         | St. Nikolaus (Standort)                                     | röm.-kath.   | Wurmsham                  | Niklashaag         | 1482                                                     | Baudenkmal Spätgotische Wandpfeilerkirche, Saalkirche mit eingezogenem Chor, Gliederung durch umlaufenden Sockel und Strebepfeiler, profiliertes Spitzbogenportal mit Kielbogen überfangen, verjüngender Westturm über gewölbter Vorhalle mit Geschossgliederung und barocker Zwiebelhaube |
|      |         | Pauli Bekehrung (Standort)                                  | röm.-kath.   | Wurmsham                  | Pauluszell         | 2. Hälfte 15. Jh.                                        | Baudenkmal Pfarrkirche Spätgotische Wandpfeilerkirche, Sichtziegelbau, Saalkirche mit eingezogenem Chor, Gliederung durch Strebepfeiler, umlaufenden Sockel und Dachfries, Westturm mit Geschossgliederung und neugotischem Spitzhelm |
|      |         | St. Peter und Paul (Standort)                               | röm.-kath.   | Wurmsham                  | Seifriedswörth     | 2. Hälfte 15. Jh., 1902                                  | Baudenkmal Pfarrkirche Spätgotische Saalkirche, neugotisch ausgebaut, nördlicher Chorflankenturm mit Spitzhelm |
|      |         | Feldkapelle (Standort)                                      | röm.-kath.   | Wurmsham                  | Unterbreitenau     | Mitte 19. Jh.                                            | Baudenkmal Schlichter Satteldachbau mit historisierenden Zierformen |
|      |         | Wegkapelle (Standort)                                       | röm.-kath.   | Wurmsham                  | Unterbreitenau     | 1. Drittel 19. Jh.                                       | Baudenkmal Kleiner Satteldachbau mit Schweifgiebel |
|      |         | St. Ulrich (Standort)                                       | röm.-kath.   | Wurmsham                  | Wurmsham           | 2. Hälfte 15. Jh.                                        | Baudenkmal Spätgotischer Sichtziegelbau, Saalkirche, später erweitert, nördlicher Chorflankenturm mit Achteckaufsatz und Spitzhelm |